# V. György brit király
V. György (George Frederick Ernest Albert of Windsor; London, 1865. június 3. – Sandringham House, 1936. január 20.) az Egyesült Királyság és a brit domíniumok királya és India császára 1910-től 1936-os haláláig.
György VII. Eduárd brit király és Dániai Alexandra második fiaként, Viktória királynő unokájaként született. Fiatal korában a Királyi Haditengerészet tisztjeként szolgált, míg bátyja, Albert Viktor 1892-es halála után a trón örökösévé nem vált. Apja halála után, 1910-ben lépett a trónra.
Uralkodása alatt jelentősen megváltozott a Brit Birodalom és Európa politikai élete, megerősödtek a szocialista, kommunista, fasiszta mozgalmak, színre léptek az ír republikánusok és elindult az indiai függetlenségi mozgalom. Az első világháború során V. György megszüntette valamennyi német kötődésű nemesi címét és a dinasztia nevét Szász-Coburg-Gothairól Windsorira változtatta. Az első világháború utáni gyarapodásaival az 1920-as években a Brit Birodalom elérte legnagyobb kiterjedését. 1922-ben Írország elszakadt az Egyesült Királyságtól. 1924-ben György nevezte ki az első munkáspárti brit miniszterelnököt. 1931-ben a westminsteri statútummal létrehozták a Brit Nemzetközösséget. Élete utolsó éveiben sokat betegeskedett. Halála után legidősebb fia, VIII. Eduárd követte a trónon.

## Ifjúsága

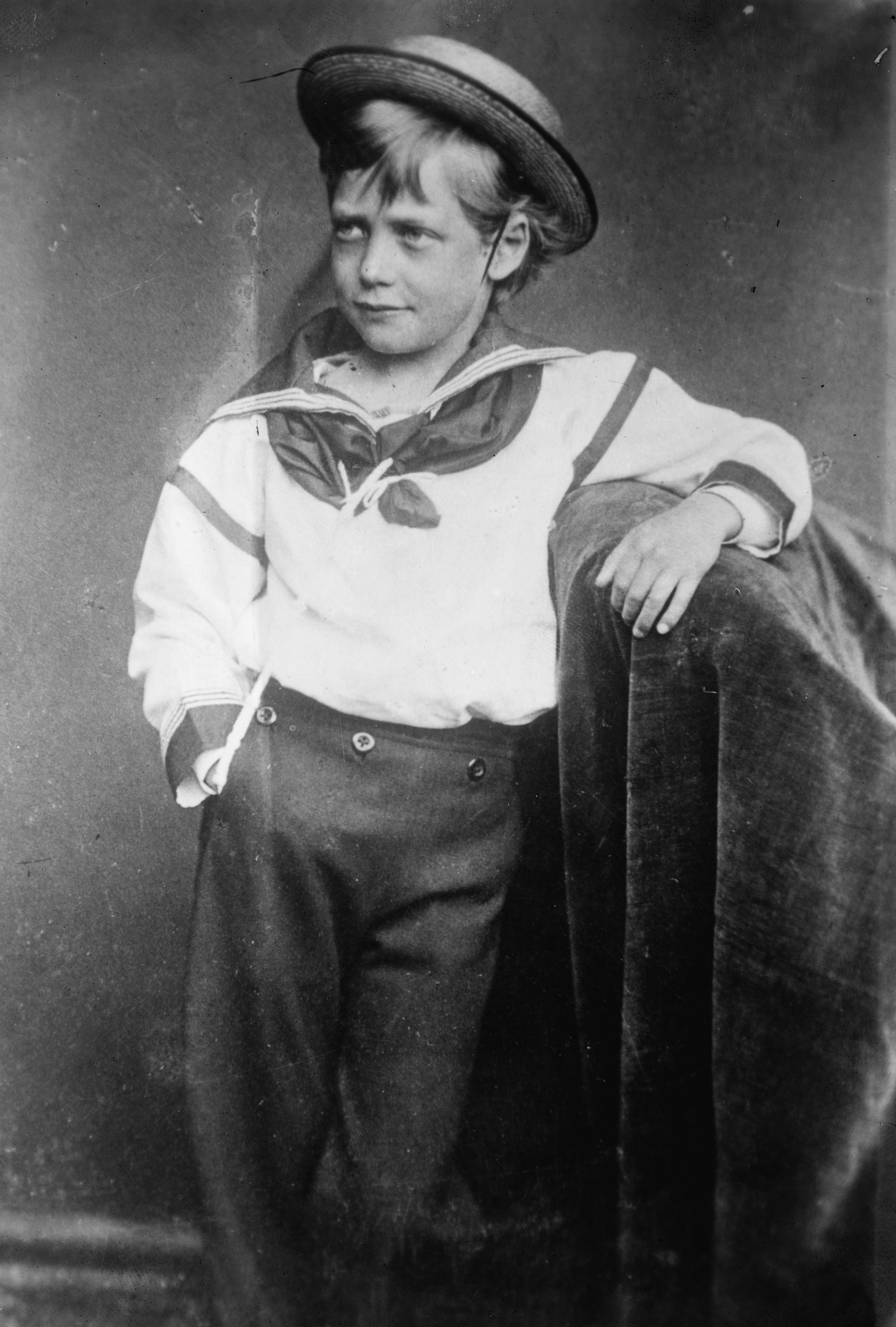
Az ötéves György 1870-ben

Szász–Coburg–Gothai György Frigyes Ernő Albert 1865. június 3-án született a londoni Marlborough House kastélyban Albert Eduárd walesi herceg (a későbbi VII. Eduárd) és felesége, Dániai Alexandra második fiaként. Apai nagyanyja Viktória királynő volt, anyai nagyapja pedig IX. Keresztély dán uralkodó. A canterburyi érsek keresztelte meg egy hónapos korában, július 7-én.
A trónörökös (apjukat követően) György bátyja, Albert Viktor volt. A két fiú között csak 17 hónap különbség volt és együtt oktatták őket. Nevelőjük 1871-től John Neale Dalton windsori kanonok lett. Egyik testvér sem mutatott kiemelkedő képességeket. Apjuk úgy vélte, hogy egy fiúnak a flotta adja a legjobb nevelést, így 1877 szeptemberében a 12 éves György és bátyja kadétként csatlakozott a HMS Britannia oktatóhajó legénységéhez.
Kétévnyi szolgálat után nevelőjükkel, Daltonnal együtt HMS Bacchantére kerültek, amely végiglátogatta a brit gyarmatokat a Karib-tengeren, Dél-Afrikában és Ausztráliában; de megfordultak az Egyesült Államokban (a virginiai Norfolkban), Dél-Amerikában, Egyiptomban és Kelet-Ázsiában is. 1881-ben Japánban György egy kék és egy vörös sárkányt tetováltatott a karjára; egyúttal látogatást tettek Meidzsi császárnál és két kengurut ajándékoztak Haruko császárnőnek. Melbourne és Sydney között Dalton állítása szerint látta a bolygó hollandi kísértethajóját. Miután visszatértek Angliába, Viktória királynő elküldte őket Lausanne-ba, hogy franciául és németül tanuljanak, de fél után sem sikerült jelentős előrehaladást tanúsítaniuk. Ezután Albert Viktort a Cambridge-i Egyetemre küldték, György pedig a flottánál maradt. Tengerésztisztként bejárta a világot. Először az angliai vizeken szolgálatot teljesítő 79. torpedónaszádnak volt önálló parancsnoka, majd az Észak-Amerikába vezényelt HMS Thrush ágyúnaszádnak, végül 1891-től a HMS Melampus páncélos cirkálónak volt a kapitánya. 1892-ben bátyja influenza szövődményeként fellépett tüdőgyulladás áldozata lett és György lett a birodalom trónvárományosa. Innentől fogva tengerésztiszti rangja gyakorlatilag tiszteletbeli volt, tényleges szolgálatot nem végzett.

## Házassága

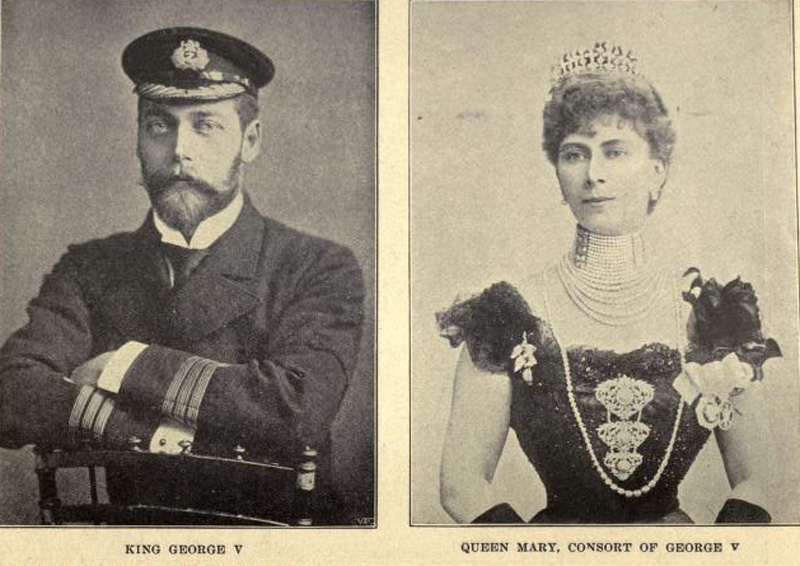
György és felesége, May (kb. 1901)

Fiatal tengerésztisztként György a nagybátyja, Alfréd edinburgh-i herceg parancsnoksága alatt szolgált és beleszeretett annak lányába, Máriába (aki az unokatestvére volt). György és a lány apja, valamint Viktória királynő nem helytelenítette a házasságot; de mindkét anya ellenezte azt. Dániai Alexandra szerint leendő menye családja túlságosan németpárti volt, míg Mária edinburgh-i hercegné (II. Sándor orosz cár lánya) nem akarta, hogy lánya Angliába kerüljön. Az sem tetszett neki, hogy lánya így Dániai Alexandra alá kerül rangban, akinek apja másodrangú német hercegecske volt, míg váratlanul meg nem hívták a dán trónra. Az anyja által befolyásolt Mária így nemet mondott, amikor György megkérte a kezét. Később, 1893-ban Ferdinánd román trónörököshöz ment feleségül.
1891 novemberében Albert Viktor eljegyezte távoli unokatestvérét, Tecki Máriát (Mária anyai dédapja és Viktor Albert apai ükapja egyaránt III. György brit király volt). Máriát (akinek apja, Ferenc tecki herceg Sándor württembergi herceg morganatikus házasságából származott) a családban születési hónapja után Maynek becézték.
Albert Viktor 1892. január 14-én meghalt és apja után György lett a második a trónörökösödési listában. György maga is éppen akkor épült fel egy komoly betegségből, tífusz miatt hat hétig nyomta az ágyat (nagyapja, Viktória királynő férje, Albert herceg is ebben a kórban hunyt el). A gyász ideje alatt György és May közel kerültek egymáshoz egy évvel bátyja halála után György megkérte menyasszonyának a kezét. May igent mondott; az esküvőre 1893. július 6-án került sor a londoni Szent Jakab-palota királyi kápolnájában. Házasságuk jól sikerült, egész életükben szerették egymást. György saját bevallása szerint nehezen fejezte ki szóban érzelmeit, de sokszor írt szerelmes leveleket feleségének.

## York hercegeként

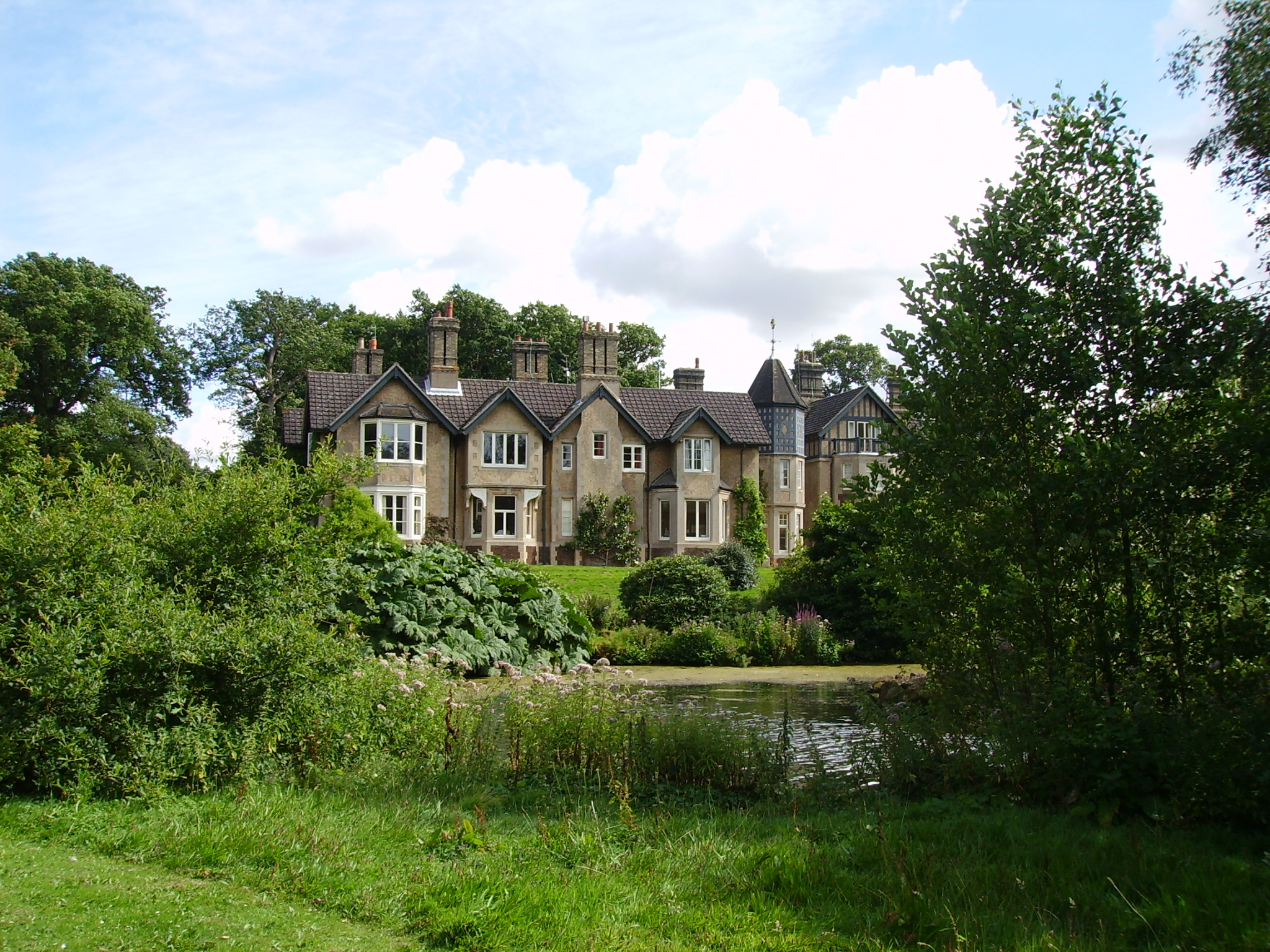
György és felesége a York Cottage-ban élt 1893 és 1926 között

1892. május 24-én Viktória királynő York hercegévé, Inverness grófjává és Killarney bárójává nevezte ki Györgyöt. Miután megházasodott a norfolki Sandringham House királyi kastély mellett lakott a viszonylag kis York Cottage-ben. A nagy kastély apja, a leendő VII. Eduárd vidéki rezidenciája volt. Feleségével együtt viszonylag szerény, szinte középosztálybeli életet élt, meglehetős ellentétben apja nagyvilági, playboy életmódjával. Hivatalos életrajzója később panaszkodott is, hogy yorki herceg korában „... egyáltalán nem csinált mást állatok öldösésén (azaz vadászaton) és bélyegragasztáson kívül”. György lelkes bélyeggyűjtő volt, nagy munkát fektetett a Királyi Filatéliai Gyűjtemény, az Egyesült Királyság és a Nemzetközösség bélyegeinek legteljesebb gyűjteménye létrehozásába és nemegyszer rekordösszegeket fizetett egy-egy ritkaságért.
Györgynek és Maynek öt fia és egy lánya született. Randolph Churchill azt állította róla, hogy szigorú apa volt; annyira, hogy gyerekei szinte rettegtek tőle. Állítólag egyszer azt mondta Lord Stanley hadügyminiszternek, hogy „az apám félt az anyjától, én féltem az apámtól, én meg alaposan teszek róla, hogy a gyerekeim féljenek tőlem”. Ezzel együtt szülői stílusa feltehetőleg nem nagyon különbözött a viktoriánus elvárástól.
1894 októberében György nagynénjének férje, III. Sándor orosz cár meghalt, ő pedig szüleivel együtt elutazott Szentpétervárra, hogy részt vegyen a temetésén. A család egy hétig még Oroszországban maradt, hogy részt vehessenek az új cár, II. Miklós (György anyai unokatestvére) esküvőjén, aki a yorki herceg egy másik, apai unokatestvérét, Hesseni Alixot vette feleségül.

## Walesi hercegként
1901. január 22-én Viktória királynő meghalt és VII. Eduárd lépett a trónra; György pedig megkapta apjától az addig általa viselt Cornwall és Rothesay hercege címeket.
1901-ben György és May körutat tett a birodalomban. Útjuk érintette Gibraltárt, Máltát, Port Szaídot, Ádent, Ceylont, Szingapúrt, Ausztráliát, Új-Zélandot, Mauritiust, Dél-Afrikát és Kanadát. A trónörökösi látogatás meghálálta a gyarmatoknak, hogy részt vettek az 1899-1902-es második búr háborúban és ezrével adományozták az erre a célra alapított kitüntetéseket a katonáknak. Ausztráliában György nyitotta meg a domíniummá nyilvánított ország első parlamenti ülésszakát.
Hazatérése után, 1901. november 9-én a király Wales hercegévé és Chester grófjává nyilvánította. Eduárd azt akarta, hogy fia időben felkészüljön uralkodói feladataira, így Viktória királynővel ellentétben (aki megtiltotta, hogy Eduárd megismerje a fontos állami dokumentumokat) bevonta Györgyöt a kormányzás ügyeibe. György viszont a feleségével ismertette meg a kormánydokumentumok tartalmát; May gyakran segítette tanácsával és segített neki megírni a beszédeit. A walesi herceg támogatta a tengerészképzés reformját, azon belül azt, hogy a 12-13 évesen kezdő kadétok társadalmi hátterüktől és későbbi beosztásuktól függetlenül ugyanabban az oktatásban részesüljenek.
1905 novembere és 1906 márciusa között György és May Indiába látogatott. A herceg elképedt a gyarmati hatóságok faji megkülönböztetésén és felhívást adott közre, hogy nagyobb mértékben vonják be az indiaiakat a közigazgatásba. India után szinte azonnal Spanyolországba utaztak, ahol XIII. Alfonz király házasságot kötött György unokatestvérével, Battenberg Viktória Eugéniával. Az esküvőn egy anarchista bombát dobott a királyi pár hintójára: a merényletben a kocsis és tucatnyi nézelődő lelte halálát. Egy héttel azután, hogy visszatértek Angliába ismét elutaztak: ezúttal VII. Haakon norvég király (György unokatestvére) és Maud királyné (György húga) koronázására.

## Az Egyesült Királyság és India uralkodójaként

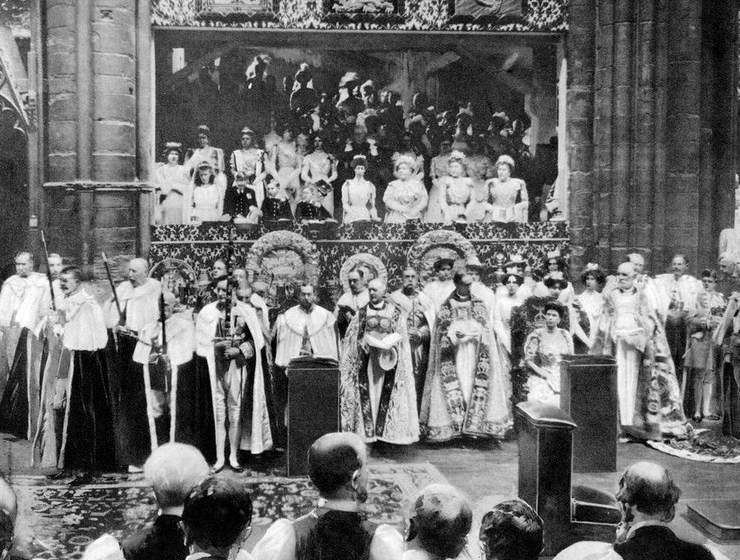
V. György koronázása

1910. május 6-án VII. Eduárd meghalt és György Nagy-Britannia és a Brit Domíniumok királya és India császára lett. „Elvesztettem a legjobb barátomat és a legjobb apát… egész életemben soha nem volt hozzá egy ingerült szavam. A szívem megtört és lesújt a gyász, de Isten segítségemre lesz a kötelezettségeimben és May, mint mindig, most is vigaszt nyújt majd. Isten adjon nekem erőt és útmutatást a rám szálló nehéz feladathoz” írta a naplójába.
May hivatalos neve Viktória Mária volt, de György nem szerette a kettős nevét és kérte, hogy csak az egyiket használja az aláírásaiban. A Viktória királynőről György nagyanyjára asszociáltak volna, ezért a koronázás után Mária királynőként hivatkoztak az uralkodó feleségére. Ugyanebben az évben egy radikális újságíró, Edward Mylius felelevenítette a régi rágalmat, hogy György fiatalon feleségül vett egy nőt Máltán, így Máriával bigámiát követett el. A vád már 1893-ban is előkerült, de a herceg akkor nem vette komolyan. Ezúttal viszont Myliust bíróság elé citálták és rágalmazásért egy év börtönbüntetésre ítélték.
György tiltakozott az első (más által megírt) parlamenti nyitóbeszédében szereplő antikatolikus kitételek miatt és azzal fenyegetőzött, hogy ilyen körülmények között nem tartja meg a beszédet. Végül a parlament megváltoztatta a vonatkozó törvényt és lerövidítette a beszédet, amiből kikerültek a legsértőbb kifejezések.
A király és a királyné koronázására 1911. június 22-én került sor a Westminsteri apátságban. Júliusban ötnapos látogatást tettek Írországban, ahol a helybeliek ünnepelve fogadták őket; majd Indiába utaztak, ahol december 12-én a monumentális delhi durbaron V. György mint India császára fogadta a gyarmati főtisztviselők és az indiai vazallus uralkodók, maharadzsák, rádzsák, navábok, és a hiderabadi nizám alattvalói hódolatát. György az újonnan elkészített indiai császári koronát viselte és bejelentette, hogy a fővárost Kalkuttából Új-Delhibe helyezik át. Ezután körutat tettek a szubkontinensen, és a király nepáli vadászatai során 21 tigrist, 8 orrszarvút és egy medvét lőtt meg. Igen jó céllövész volt, 1913-ban Lord Burnham vadászatán hat óra alatt több mint ezer fácánt lőtt; bár később megjegyezte, hogy aznap „kissé messzire mentünk”.

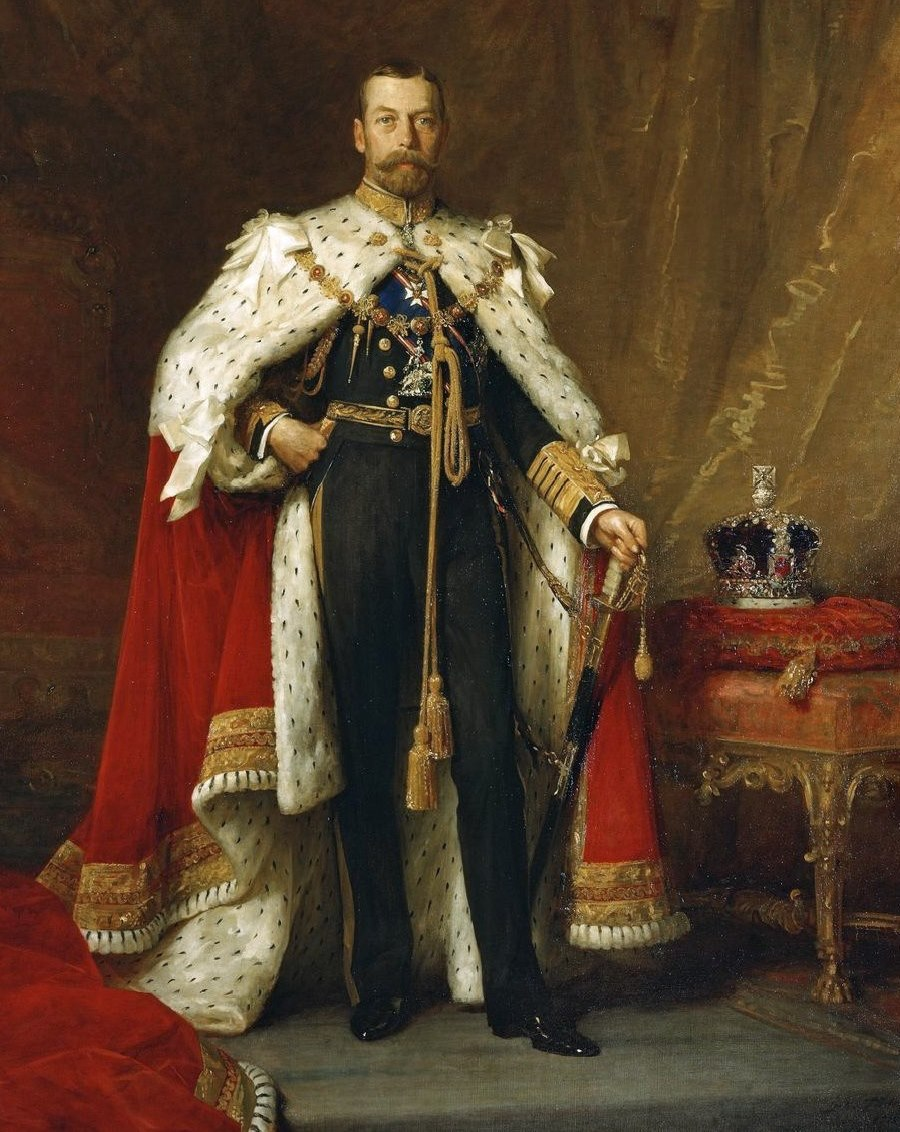
V. György egyik hivatalos uralkodói portréja
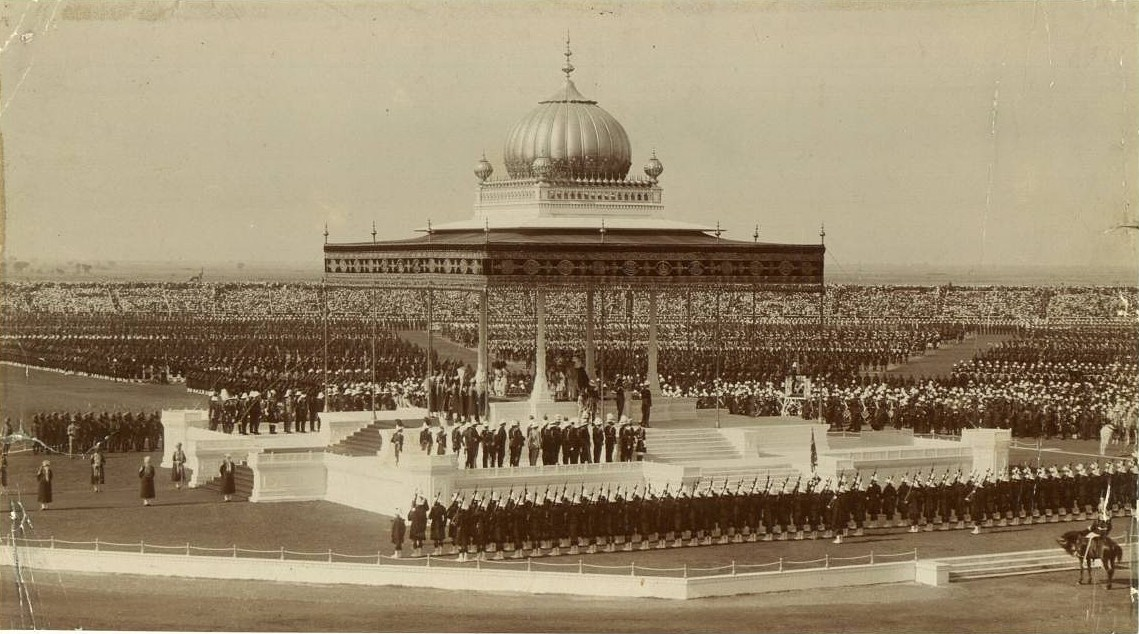
A monumentális, birodalmi pompában tobzódó Delhi durbar császári pavilonja, melyben V. György fogadta az indiai uralkodók alattvalói hódolatát
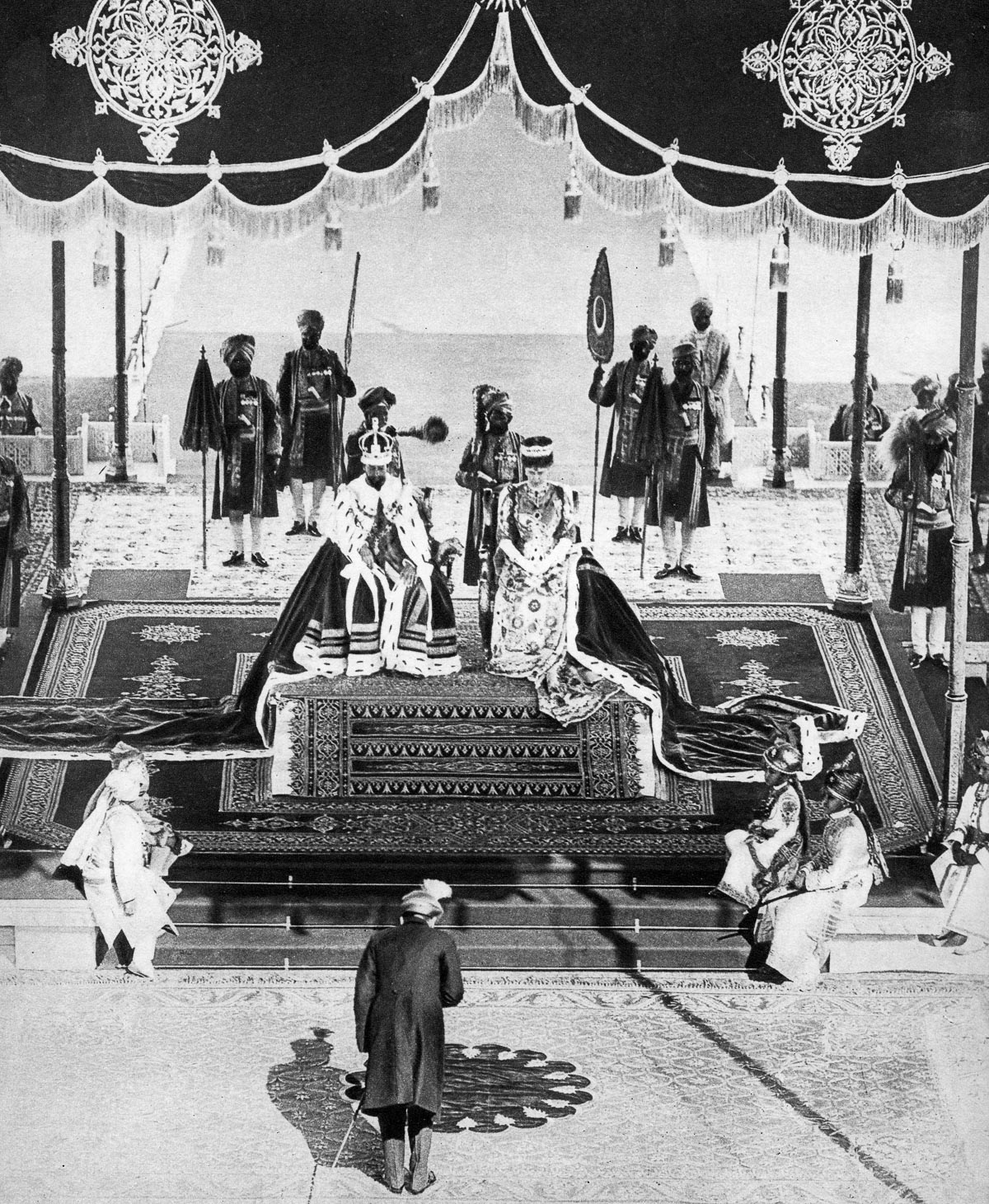
A hiderabadi nizám alattvalói hódolata V. György mint India császára előtt a Delhi durbaron
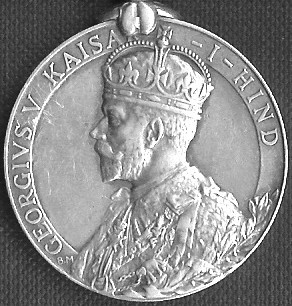
India General Service Medal brit katonai kitüntetés V. György portréjával, és latin betűs hindi feliratban KAISAR-I-HIND – India császára címmel
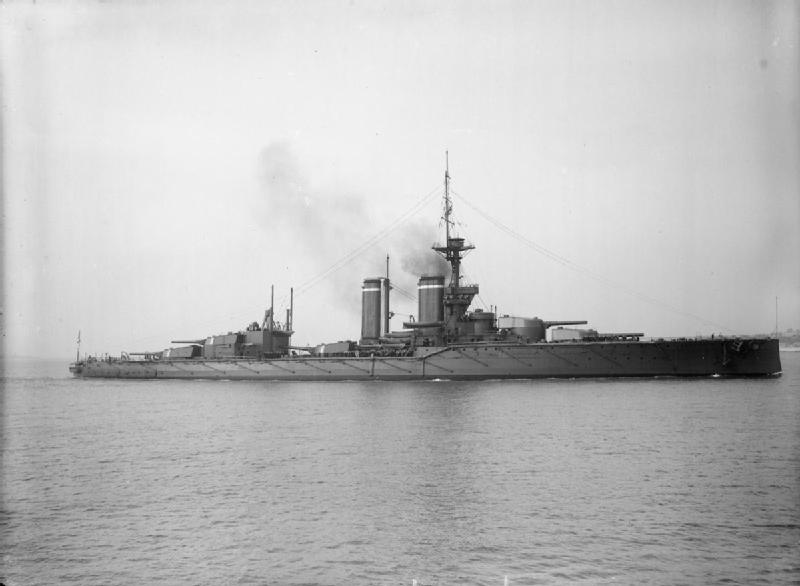
Az V. György tiszteletére elnevezett, 1912-ben szolgálatba állított 25 420 tonnás HMS King George V csatahajó
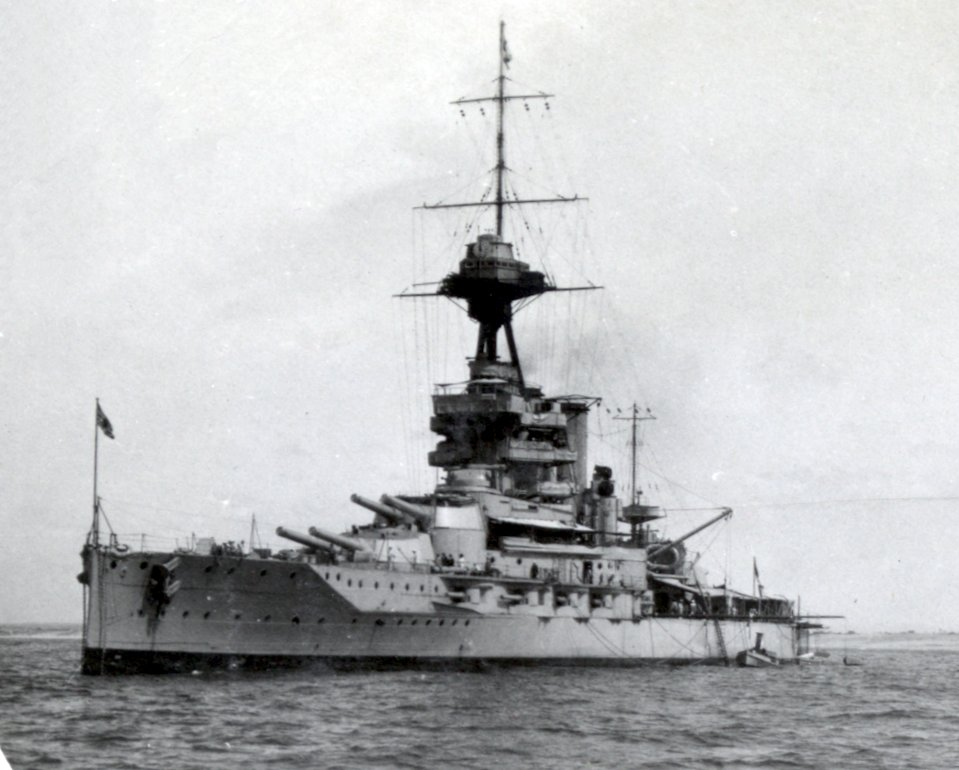
Az V. György mint India császára tiszteletére elnevezett, 1914-ben szolgálatba állított 30 030 tonnás HMS Emperor of India csatahajó
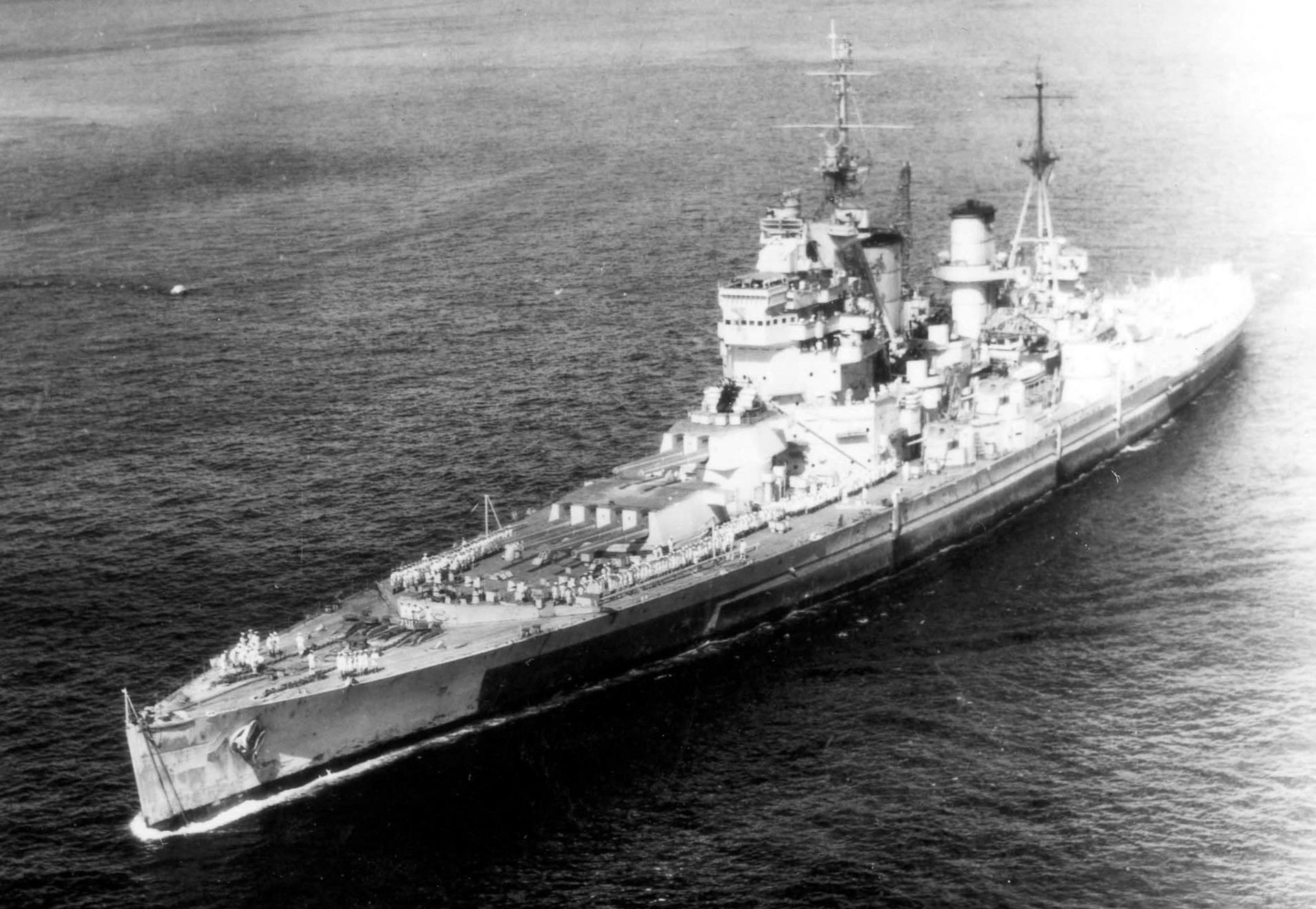
Az V. György tiszteletére elnevezett, 1939-ben szolgálatba állított 42 200 tonnás, második HMS King George V nevű csatahajó 1945-ben

### Belpolitika

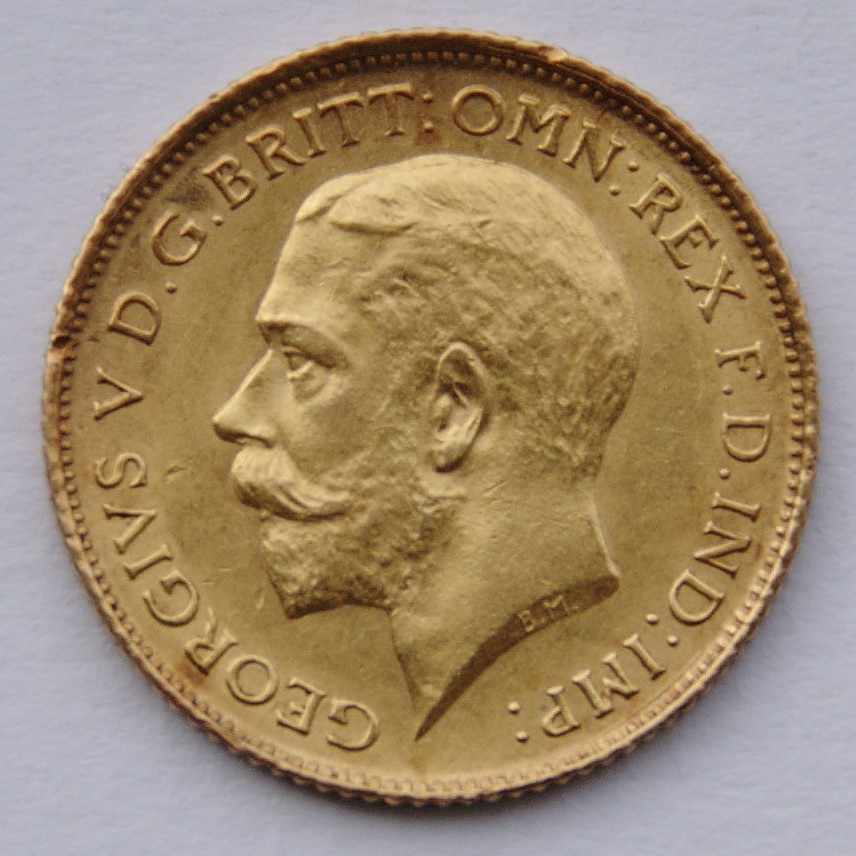
Brit arany fél sovereign (1/2 font sterling) pénzérme V. György arcképével

György egy belpolitikai válság közepén örökölte meg a brit trónt. A Lloyd George kormánya által benyújtott baloldali, gazdagokat adóemeléssel sújtó költségvetést a konzervatív többségű Lordok Háza megvétózta, felrúgva azt a konszenzust, hogy a felsőház nem avatkozik költségvetési ügyekbe. Az előző liberális miniszterelnök, Herbert Asquith megkérte VII. Eduárdot, hogy nevezzen ki elegendő számú új, liberális főnemest, hogy megtörjék a konzervatív többséget, de a király ebbe csak akkor ment volna bele, ha a lordok két egymást követő választás után is megakasztják az ország költségvetésének elfogadását. Az 1910. januári választások után a felsőház elfogadta a törvényt, Asquith azonban az eset megismétlődésének elkerülése céljából alkotmányos reformmal akarta korlátozni a Lordok Házának törvényhozási jogait. A felsőház ezt a törvényt szintén megvétózta, ezért 1910 decemberében új választásokat tartottak, amelyen megismétlődtek a januári eredmények és ismét a liberálisok alakíthattak kormányt. A Lordok Háza ezután kénytelen volt elfogadni jogai megcsorbítását, különben azzal néztek volna szembe, hogy György (aki apjához hasonló ígéretet tett) új, liberális főnemesekkel tölti fel a felsőházat. A Lordok Háza – néhány kivétellel – elvesztette korábbi jogát az alsóház által hozott törvények megvétózására.
Az 1910-es választások után a liberálisoknak csak úgy lehetett biztonságos többségük a parlamentben, ha szövetségre léptek a harmadik legerősebb párttal, az ír nacionalistákkal. A támogatásukért cserébe Asquith benyújtotta a konzervatívok és unionisták által régóta ellenzett ír önkormányzati törvényt. A vita odáig fajult, ami már szinte ír polgárháborúval fenyegetett, ezért a király 1914 júliusában konferenciát hívott össze, amelyen mindegyik érintett fél részt vett. Négynapos vita után sem jutottak konklúzióra, de a parlament végül elfogadta a törvényt; végrehajtását azonban a kitörő első világháború miatt elhalasztották.

### Az első világháború

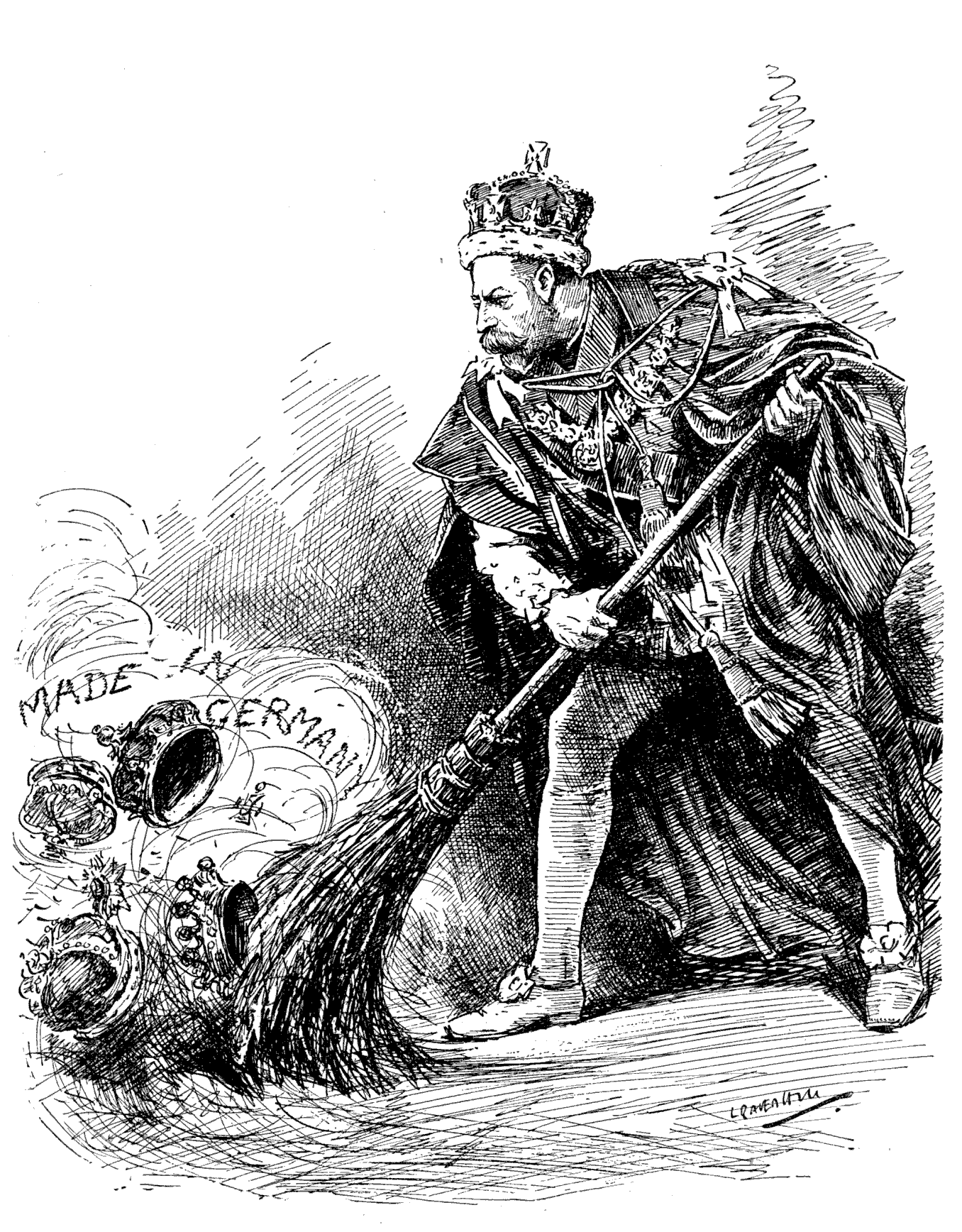
György király kisöpri német címeit (1917-es karikatúra)

Nagy-Britannia és szövetségesei 1914 és 1918 között háborúban álltak a központi hatalmakkal (Németországgal, Ausztria-Magyarországgal és szövetségeseikkel). Az angolok szemében az ellenséget II. Vilmos német császár személyesítette meg, aki György unokatestvére volt. Ráadásul az uralkodó dinasztia Viktória királynő férje után a Szász-Coburg-Gothai nevet viselte. Mária királynő apja is német volt, a württembergi hercegek leszármazottja. A királyi család – egyébként angol anyanyelvű és Angliában nevelkedett – tagjai olyan német neveket és címeket viseltek, mint Tecki, Battenbergi, Schleswig-Holsteini. H. G. Wells Anglia „idegen és unalmas királyi udvaráról” írt, mire V. György azt válaszolta, hogy: „Lehet, hogy unalmas vagyok, de átkozott legyek, ha idegen.”

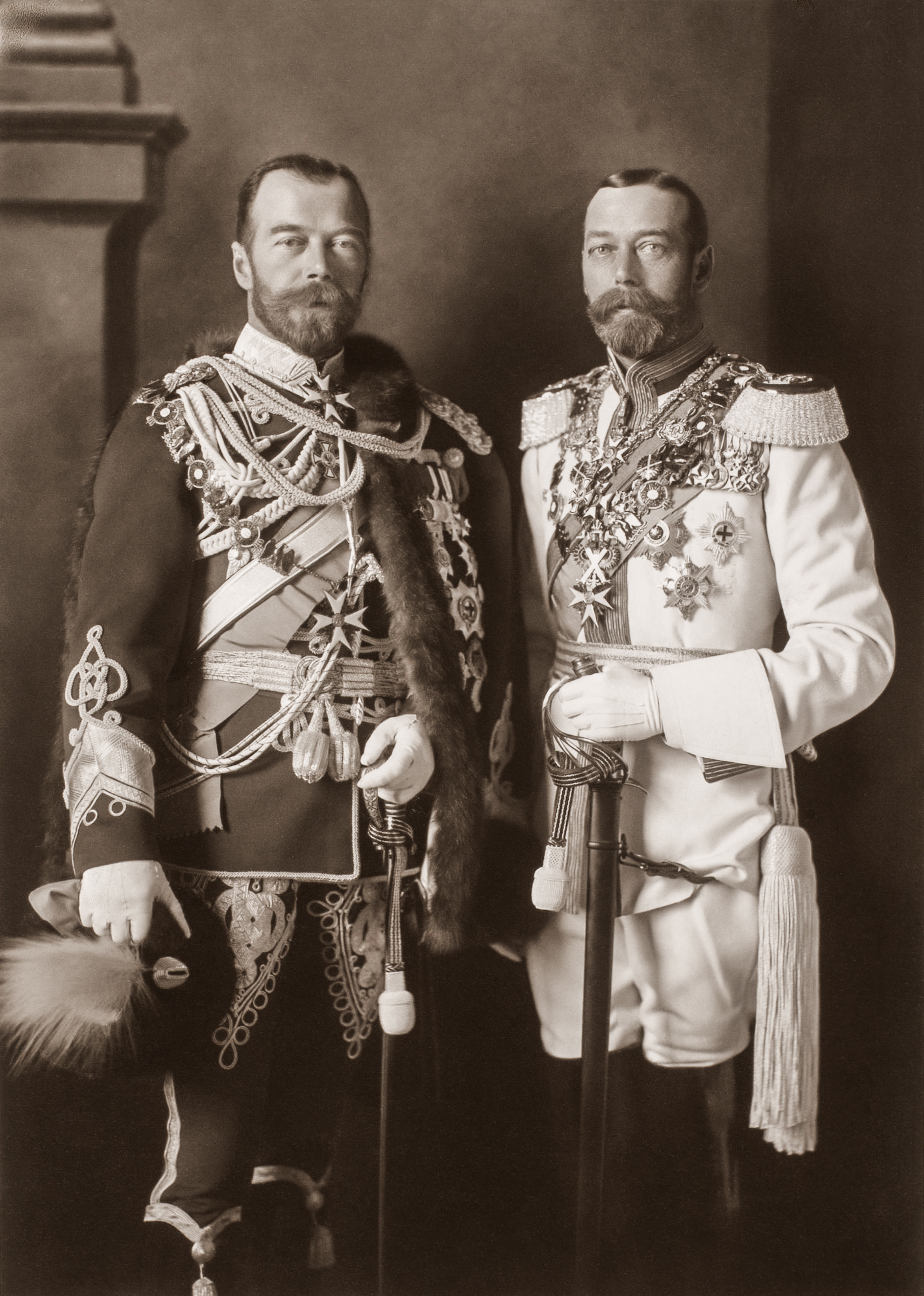
V. György és II. Miklós cár német katonai egyenruhában, Berlinben (1913)

A hasonló rosszindulatú megjegyzések elkerülése és a brit nacionalista érzelmek kielégítése céljából a király 1917. július 17-én proklamációt adott ki, amelyben az uralkodói dinasztia nevét Windsorira változtatja. Mind a király, mind a főnemesség lemondott németes hangzású címeiről és helyette angol vagy angolos nemesi címeket vettek fel. György unokatestvére, Battenbergi Lajos herceg (akinek német háttere miatt kellett lemondania a flotta vezetéséről) Mountbattenre változtatta a nevét; a királyné fivérei pedig a Tecki helyett a Cambridge nevet vették fel. A király két unokanővére, Schleswig-Holsteini Mária Lujza és Helén Viktória egyszerűen törölték a Schleswig-Holsteini jelzőt és a későbbiekben nem használtak családnevet. 1919-ben felfüggesztették a királyi család azon tagjainak brit főnemesi címeit, akik a háborúban a német oldalon álltak (mint pl. Hannoveri Ernő Ágost herceg).
1917 februárjában megdöntötték György unokatestvére, II. Miklós orosz cár uralmát. A londoni kormány politikai menedékjogot akart adni a cárnak és családjának, de György ezt nem támogatta: a háború során egyre romló brit életkörülmények miatt politikai szempontból nem tartotta megfelelőnek és attól is tartott, hogy a forradalom Angliában is felütheti a fejét. Bár később Louis Mountbatten azt állította, hogy Lloyd George miniszterelnök akadályozta meg a menekítő akciót, a király magántitkára Lord Stamfordham leveleiből kiderült, hogy az uralkodó ellenezte a kormány tervét. A cár és a családja Oroszországban maradt, ahol a bolsevikok 1918-ban meggyilkolták őket. A következő évben a cár anyját (Dániai Dagmart, György nagynénjét) és néhány távolabbi családtagot brit hajók menekítették ki a Krímről.
A háború befejezése után két hónappal György legkisebb fia, a régóta beteg János herceg 13 éves korában meghalt.
1922 májusában a király Belgiumba és Észak-Franciaországba utazott, végiglátogatta a katonatemetőket és az elesettnek emlékműveket emelt. Az útról Rudyard Kipling A király zarándokútja címmel írt verset. Ez, és egy rövid 1923-as olaszországi vizit volt az egyetlen alkalom, hogy György hivatalos célból elhagyta országát a háború után.

### A világháború után

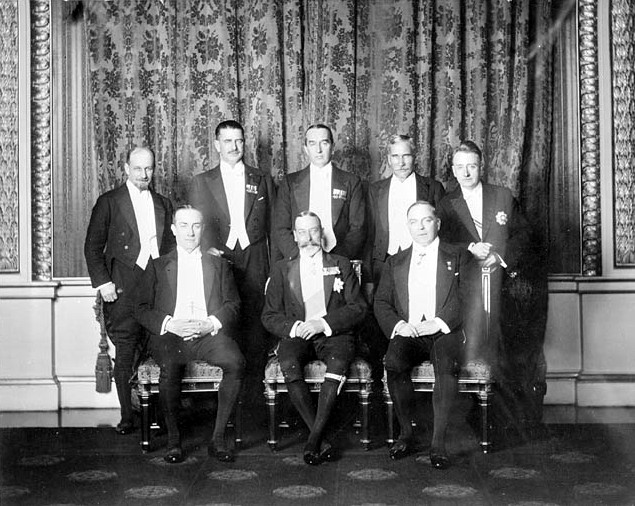
Az 1926-os birodalmi konferencia. V. György (középen) a brit, új-fundlandi, új-zélandi, ausztrál, dél-afrikai, ír és kanadai miniszterelnökökkel

A háború nagyon megváltoztatta Európát: előtte a legtöbb országban György rokonai uralkodtak; utána az osztrák, orosz, német monarchiákat megdöntötték. 1919 márciusában a király személyes parancsával küldte el Edward Strutt alezredest, hogy egy különítménnyel biztonságban kísérje Svájcba az elűzött I. Károly osztrák császárt. 1922-ben a brit flotta hajóját küldték Görögországba, hogy a forradalom elől kimenekítsék András herceget (György anyjának unokaöccsét).
Eközben, 1918 óta zajlott az ír függetlenségi háború. Györgyöt felháborította a civilek elleni erőszak; maga Lloyd George kormánya is bátorította a gyilkosságokat és megtorlásokat. 1921. június 22-én a király nyitotta meg az északír parlament ülésszakát és beszédében kiegyezésre hívott fel. Néhány héttel később megkötötték a tűzszünetet, később pedig a békeszerződést. 1922 végén Írországot felosztották, létrejött az Ír Szabadállam, Lloyd George pedig megbukott.
A királyt és tanácsadóit aggasztotta a világháború után megerősödött szocialista és munkáspárti mozgalom, amiről úgy gondolták, hogy monarchiaellenesek. Valójában az angol szocialisták felhagytak republikánus törekvéseikkel és hajlandóak voltak kiegyezni a monarchista államberendezkedéssel. A korábban főleg tengerésztisztekkel és földbirtokosokkal érintkező György közelebb vitte az uralkodócsaládot a néphez és baráti viszonyt ápolt a munkáspárti politikusokkal és szakszervezeti vezetőkkel. Az arisztokratikus elzárkózás elhagyása megnövelte a király népszerűségét, ami a 20-as évek végén jelentkező gazdasági válság idején erősítette a politikai rendszer stabilitását.
Az 1922 és 1929 közötti évek politikai bizonytalanságban teltek és a kormányok gyakran váltották egymást. 1924-ben patthelyzet jött létre a három nagy párt között, egyik sem ért el többséget, György pedig kinevezte az ország első munkáspárti miniszterelnökét, Ramsay MacDonaldot. A király udvarias és megértő hozzáállása a munkáspárti kormány problémáihoz (alig egy évig maradtak hatalmon) sokat enyhített a baloldali szavazók monarchiával szembeni gyanakvásán. Az 1926-os országos sztrájk idején György ellenezte, hogy a konzervatív Stanley Baldwin kemény kézzel lépjen fel a tiltakozók ellen és nem fogadta el, hogy sztrájkolók forradalmat akarnának. „Próbáljon meg megélni a fizetésükből, mielőtt elítéli őket”, mondta a király.
1926-ban birodalmi konferenciát tartottak Londonban, amelyen elfogadták a Balfour-nyilatkozatot, amely kimondta, hogy a Brit Birodalmon belül nincsenek többé alárendelt domíniumok, hanem tagjai egymással egyenlő, önigazgató államokból álló közösséget alkotnak. 1931-ben a westminsteri statútummal létrehozták a Brit Nemzetközösséget.

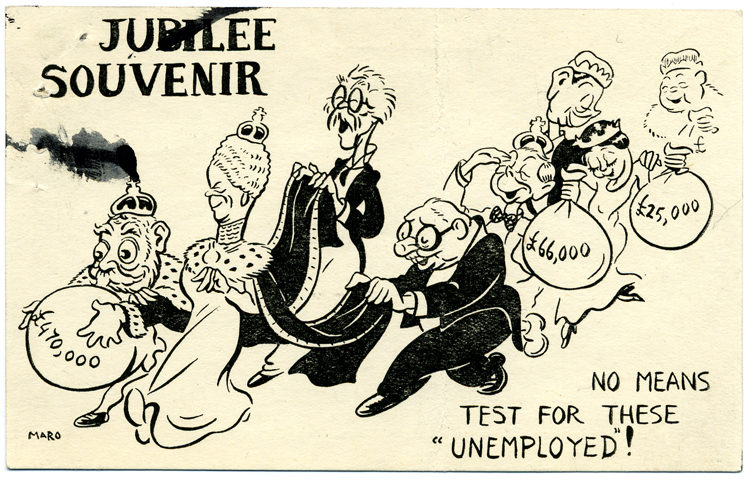
Karikatúra a király 25 éves uralkodásának megünnepléséről a gazdasági válság közepette

Az 1929-ben kezdődő gazdasági világválság során György sürgette a nemzeti egységkormány felállítását és lemondott járandósága egy részéről, hogy segítsen csökkenteni a költségvetés hiányát. Aggasztotta a nácik hatalomra jutása Németországban; 1934-ben meglehetősen udvariatlanul megmondta a német követnek (Leopold von Hoesch), hogy Németország veszélyt jelent a világra és ha így folytatják, tíz éven belül újabb háború fog kitörni.
1932-ben György karácsonyi beszédet mondott a rádióban, amivel hagyományt teremtett. Uralkodása 25 éves ezüst jubileumának idején (1935-ben) kimondottan népszerű uralkodó volt, bár a tömeg ünneplésére azt mondta. hogy „Nem is értem, végtére is egy teljesen hétköznapi fajta fickó vagyok.”
Idős korára György és legidősebb fia, a Eduárd walesi herceg közötti viszony megromlott. A király rossz szemmel nézte, hogy fia képtelen megállapodni és férjes asszonyokkal folytat viszonyt. 1935-ben György azt mondta Eduárdról: „Ha meghalok, ez a fiú 12 hónapon belül tönkreteszi magát.” Ezzel szemben kedvelte második fiát, Albertet (a leendő VI. Györgyöt) és bolondult legidősebb unokájáért, Erzsébetért, akit Lilibetnek becézett és aki őt „Anglia nagypapának” nevezte.

## Halála
1915. október 28-án Györgyöt a Franciaországban harcoló csapatok szemléjén ledobta a lova és súlyosan megsérült. Erős dohányos volt, ami miatt visszatérő légzési problémákkal küszködött: COPD-je miatt nehezen kapott levegőt és mellhártyagyulladása is volt. 1925-ben orvosi rendelkezésre, vonakodva bár, de hosszabb időt töltött a Földközi-tengeren. Ez volt a háború óta a harmadik és utolsó külföldi útja. 1928 novemberében szepszisben komolyan megbetegedett, tüdőműtétet kellett végrehajtani rajta, és a következő két évben legtöbb kötelezettségét fia, Eduárd látta el. Orvosai újabb külföldi pihenést írtak elő számára, amit „meglehetősen keresetlen szavakkal” utasított el; ehelyett a sussexi Bognorban a Craigweil House-ba vonult vissza három hónapra. Hosszas tartózkodása után a város kérelmezte, hogy felvehesse a „királyi” Bognor Regis nevet. Egy történet szerint, amikor a király halálán volt, azt mondták neki, hogy nemsokára megint jobban lesz és visszamehet Bognorba; György utolsó szavaival erre válaszolta: „Bugger Bognor” (Csesszétek meg Bognort!)
György egészsége soha nem jött már teljesen rendbe. Utolsó évében rendszeresen oxigénpalackból lélegeztették. Kedvenc húgának, Viktóriának 1935-ös halála miatt depresszióba esett. 1936. január 16-án este panaszkodott, hogy fázik és visszavonult a hálószobájába; ott is maradt egészen a haláláig. Napokig az ágyban maradt, egyre gyengült, időnként elvesztette az eszméletét.
Január 20-án már közel járt a halálhoz. Orvosa, Bertrand Dawson 1986-ban közzétett titkos naplójából kiderül, hogy utolsó szavai ezek voltak „Az Isten verjen meg”, amiket az altatóját beadó nővérnek motyogott. 20-án éjjel, öt perccel éjfél előtt Dawson kokain és morfin keverékének halálos adagját adta be Györgynek, hogy meggyorsítsa a halálát. A célja az volt, hogy megóvja a hosszas haldoklás okozta szenvedéstől és a méltóságának elvesztésétől; valamint hogy halálhíre a legfontosabb újságban, a The Times reggeli kiadásában jelenhessen meg először, ne pedig az esti lapokban.
A király halála utáni reggelen Paul Hindemith német zeneszerző a BBC stúdiójában hat óra alatt megkomponálta Gyászzene (Trauermusik) c. művét amit még aznap este élőben közvetített a rádió.
Amikor V. György koporsóját a Westminster Hallból elvitték, a Parlament melletti New Palace Yardnál a koporsóra helyezett birodalmi koronáról (a koronázáskor használt Szent Eduárd-korona könnyebb változatáról) a zafírral és gyémántokkal kirakott kereszt a vízelvezető árokba esett. Ezt az új király, VIII. Eduárd is látta és úgy vélte, hogy rossz óment jelenthet az uralkodását illetően. A koporsónál György négy fia, Eduárd, Albert, Henrik és György állt díszőrséget. A királyt a windsori kastély Szt. György-kápolnájában temették el 1936. január 28-án. Utóda, Eduárd még az év vége előtt lemondott és legidősebb öccse, Albert lett az új uralkodó, aki a VI. György nevet vette fel.

## Megítélése
György egyszerű (életrajzírói szerint unalmas) életet élt, legszívesebben otthonában tartózkodott és hobbijaival, a bélyeggyűjtéssel és vadászattal foglalta el magát. Nem kedvelte különösebben a magas művészetet; egy este az operalátogatás után ezt írta: „A Covent Gardenben voltam és láttam a Fideliót és átkozottul unalmas volt.” Őszintén elkötelezett volt Anglia és a Brit Nemzetközösség iránt. A polgárok körében mindvégig népszerű maradt. Életével sokkal inkább a középosztály, mint az arisztokrácia eszményeit testesítette meg. Félrelépéseikről és botrányaikról ismert elődjétől és utódjától eltérően feleségével „elválaszthatatlanul elkötelezett párost” alkottak. Nézeteit illetően tradicionalista volt, aki soha nem tudta teljesen elfogadni azokat a forradalmi változásokat, amelyeken a brit társadalom élete során átesett. Politikailag ügyelt arra, hogy semleges maradjon és a döntéshozóé helyett igyekezett a moderátor szerepét eljátszani.

## Kitüntetései

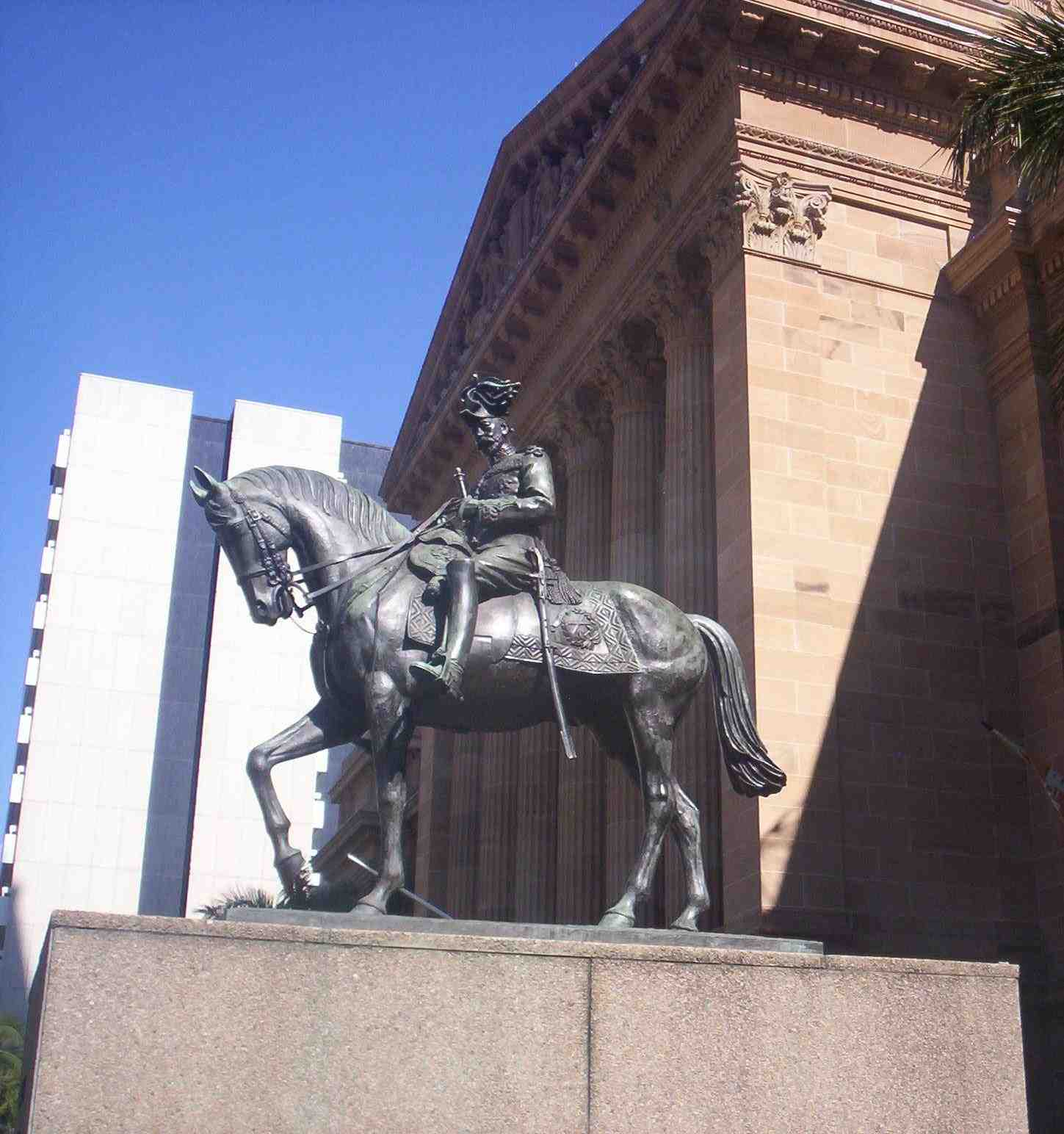
A király lovasszobra Brisbane-ben, az V. György téren

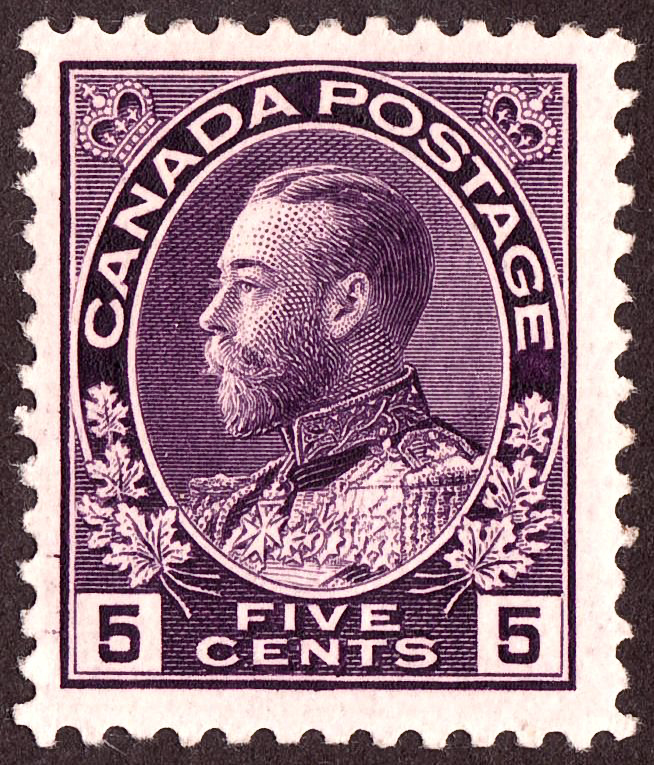
V. György király 1922-es, 5 centes kanadai postabélyegen

Teljes címe 1927-ig: Őfelsége V. György, Isten kegyelméből Nagy-Britannia és Írország Egyesült Királyságának és a tengerentúli Brit Domíniumok királya, a hit védelmezője, India császára. 1927 után a „Nagy-Britannia és Írország Egyesült Királysága” megnevezés megváltozott „Nagy-Britannia és Észak-Írország”... stb.-re.
Brit kitüntetések
- Térdszalagrend (1884)[70]
- Bogáncsrend (1893)
- Szent Patrick-rend (1897)
- India Csillaga-rend, főparancsnoki fokozat (1905)
- Szent Mihály és Szent György-rend, nagykereszt (1901)
- Az Indiai Császárság Rendje, főparancsnoki fokozat (1905)
- Királyi Viktoriánus Rend, nagykereszt (1897)
- Birodalmi Szolgálati Érdemrend (1903)
- Királyi Viktoriánus Lánc (1902)
- a Titkos Tanács tagja (1894)
- az Ír Titkos Tanács tagja (1897)
- Viktória Királynő Arany Jubileumi Érme (1897)

Trónra lépése után V. György valamennyi brit királyi lovagrend nagymesterévé vált, akár megkapta a kitüntetéseket korábban, akár nem.
Külföldi kitüntetések
- Elefántrend (Dánia, 1885)
- Dannebrog-rend (Dánia)
- Szerafimrend (Svédország, 1905)
- III. Károly-rend (Spanyolország)
- Aranygyapjas rend (Spanyolország)
- Szent Hubert-rend (Bajorország)
- A Legszentebb Angyali Üdvözlet Rendje (Olaszország)
- A Hohenzollern-ház Rendje (Poroszország)
- Vend Koronarend (Mecklenburg)
- Oszmanieh-rend (Törökország)
- Szent András-rend (Oroszország)
- Fekete Sas-rend (Poroszország)
- A Szász-Ernesztin Ház Rendje (Szászország)
- Rutakoronarend (Szászország)
- Vörös Sas-rend (Poroszország)
- Fehér Sólyom-rend (Szász-Weimar-Eisenachi Hercegség)
- Megváltórend (Görögország)
- IX. Keresztély jubileumi érme (Dánia)
- IX. Keresztély király és Dániai Lujza királynő arany esküvői emlékérme (Dánia)
- Szabadságkereszt (Észtország)
- Gyarmatbirodalmi Rend (Portugália)

| György címere York hercegeként | Címere Wales hercegeként | Az Egyesült Királyság uralkodójaként (a Szász–Coburg–Gothai-házra utaló szász címer nélkül) | Az Egyesült Királyság uralkodójaként Skóciában |

## Gyermekei
| Név    | Születés           | Halál               | Megjegyzés                        |
| ------ | ------------------ | ------------------- | --------------------------------- |
| Eduárd | 1894. június 23.   | 1972. május 28.     | Brit király.                      |
| Albert | 1895. december 14. | 1952. február 6.    | VI. György néven brit király      |
| Mária  | 1897. április 25.  | 1965. március 28.   | házassága révén Harewood grófnéja |
| Henrik | 1900. március 31.  | 1974. június 10.    | Gloucester hercege                |
| György | 1902. december 20. | 1942. augusztus 25. | Kent hercege                      |
| János  | 1905. július 12.   | 1919. január 18.    |                                   |

## Numizmatika

### Érmék
Regnálása idején V. Györgynek négy különböző érmeportréja létezett. A korona nélkülit Nagy-Britannia, a három változatú koronás, Imperial Stete Crown-t viselő képmását pedig a domíniumok, Ausztrália, Új-Zéland, a Dél-Afrikai Unió és Kanada, valamint a brit gyarmatok használtak érméiken.

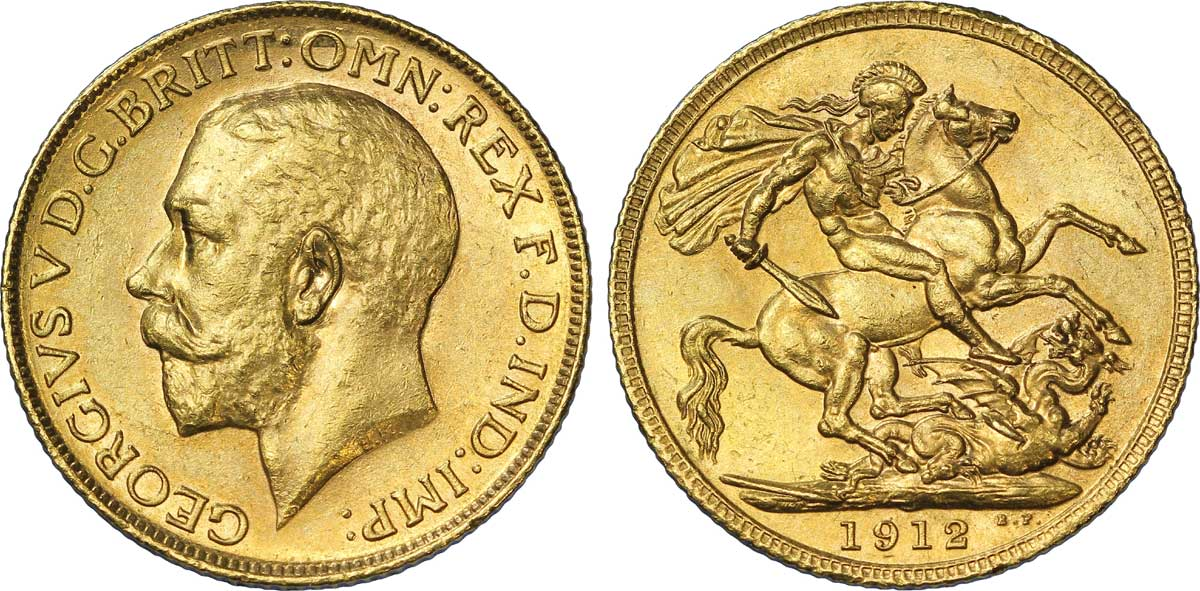
V. György arany sovereign (1 font sterling) érméjének elő- és hátoldala Benedetto Pistrucci klasszikus sárkányölő Szent György ábrázolásával. Átmérő: 22.05 mm, súly: 7.98 g
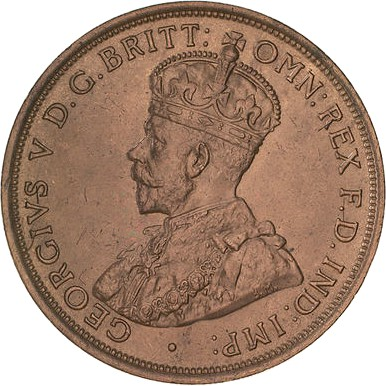
V. György ausztrál 1 pennysének előoldala. Átmérője: 31 mm
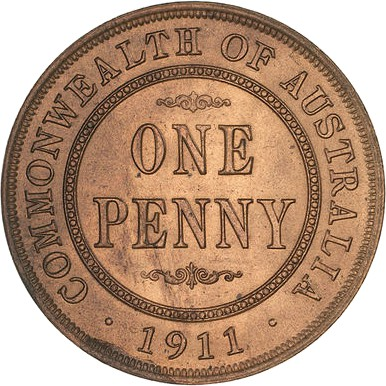
V. György ausztrál 1 pennysének hátoldala
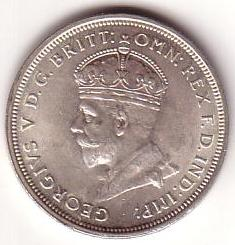
V. György 1927-es ausztrál emlék ezüst florinjának (1/10 font sterling) előoldala. Átmérője: 28.5 mm
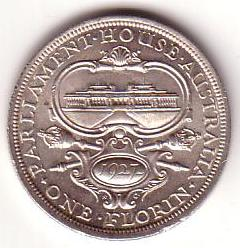
V. György 1927-es ausztrál florinjának hátoldala.
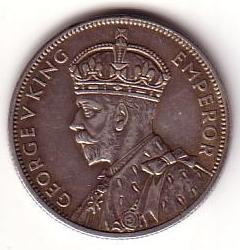
V. György 1934-es ausztrál emlék ezüst florinjának előoldala. Átmérője: 28.5 mm
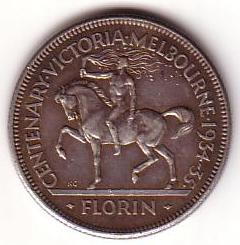
V. György 1934-es ausztrál emlék florinjának hátoldala.
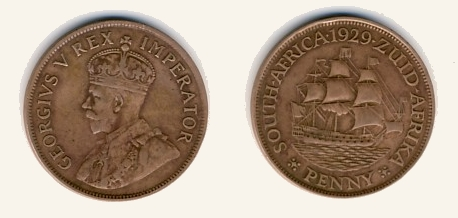
V. György dél-afrikai 1 pennysének elő- és hátoldala. Átmérője: 31 mm
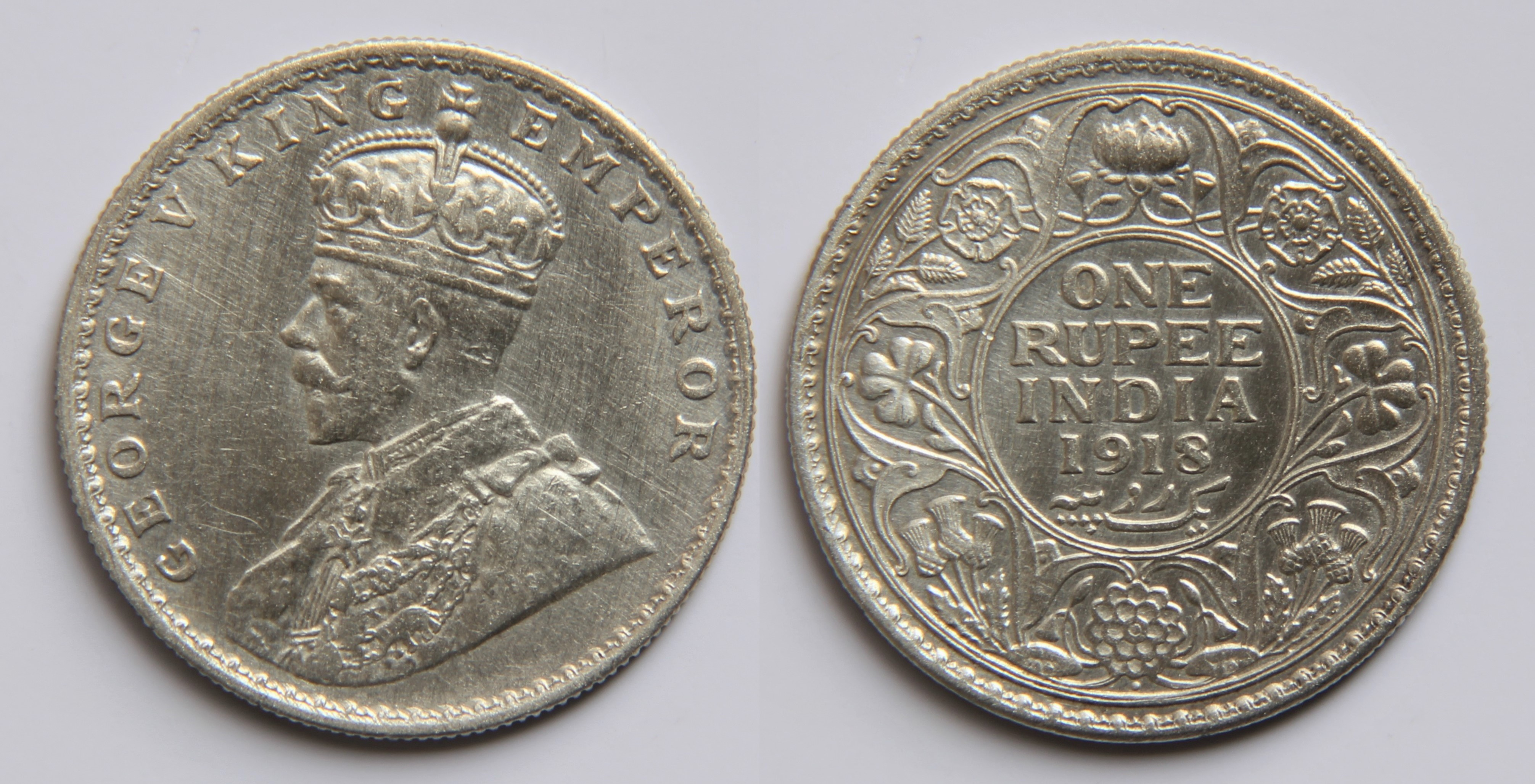
V. György brit indiai ezüst 1 rúpiása 1918-ból
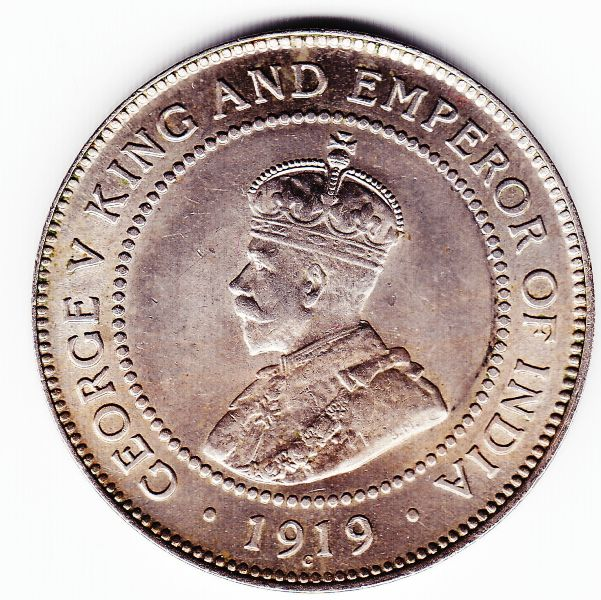
V. György király 1919-es jamaikai alpakka 1 pennysének előoldala, átmérője: 31 mm
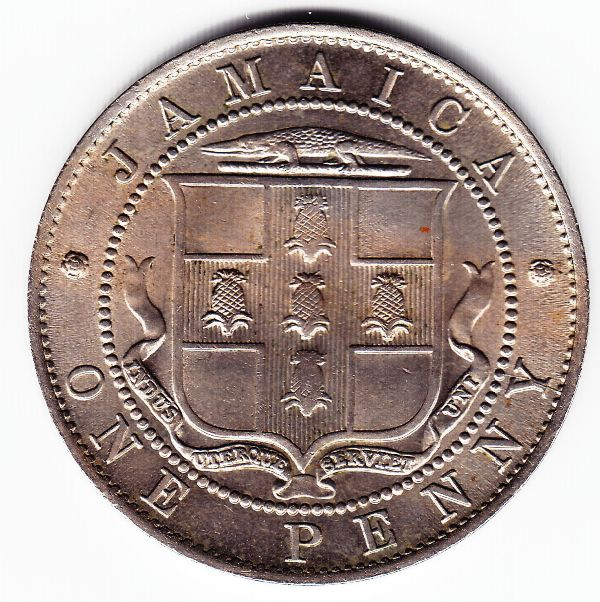
V. György király 1919-es jamaikai alpakka 1 pennysének hátoldala a koronagyarmat címerével.
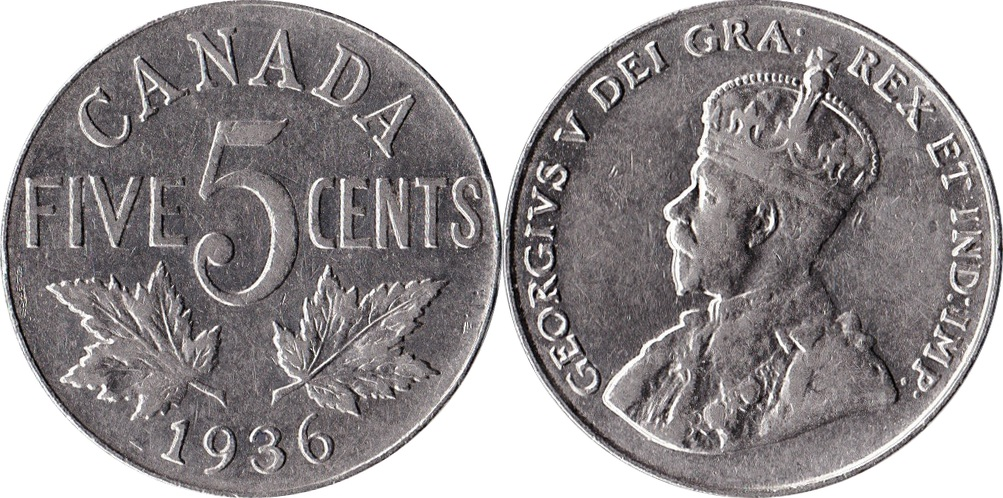
V. György kanadai niekkel 5 centese. Átmérője: 21.2 mm
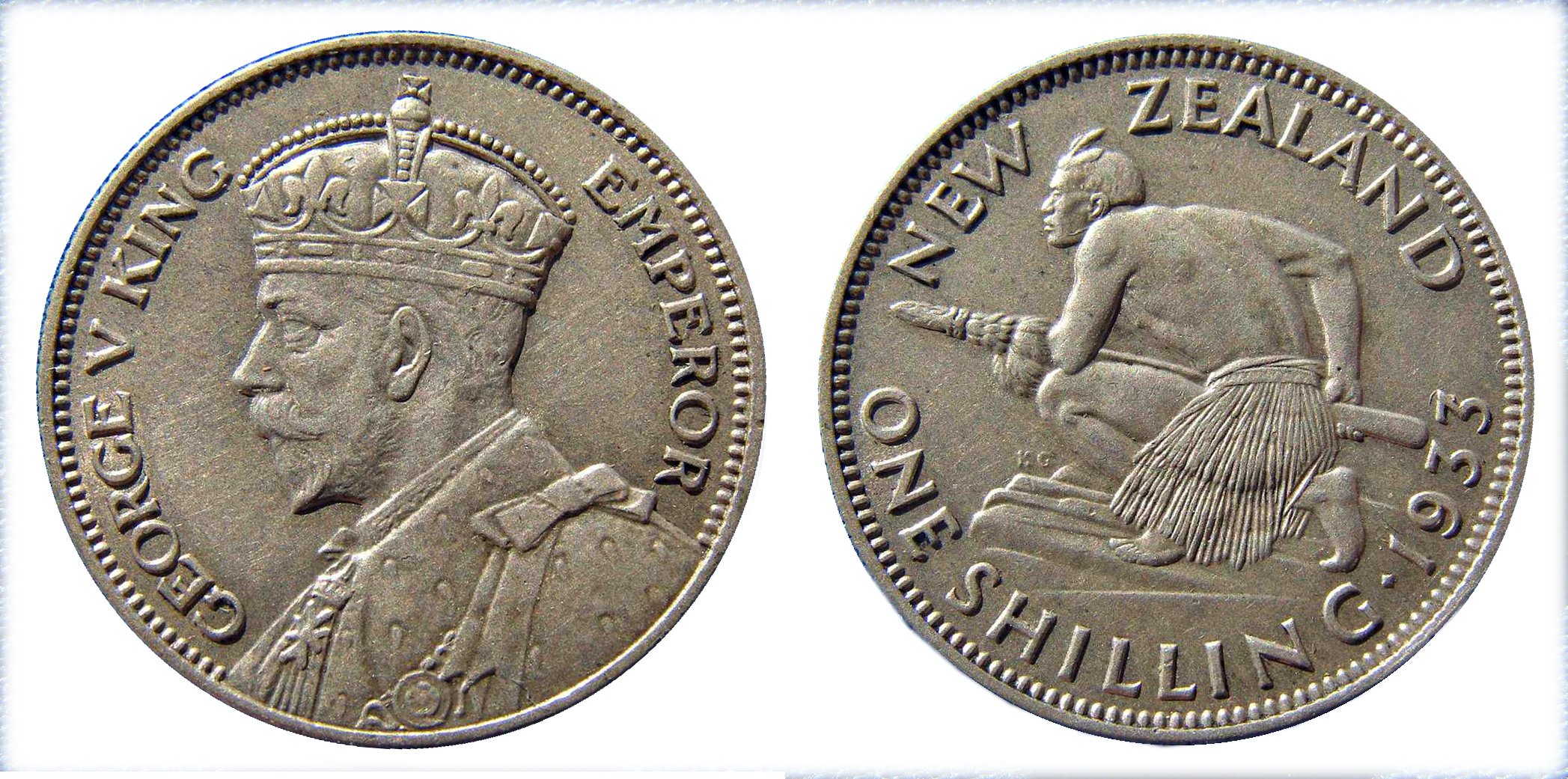
V. György új-zélandi ezüst 1 shillingesének (1/20 font sterling) elő és hátoldala. Átmérője: 23.6 mm
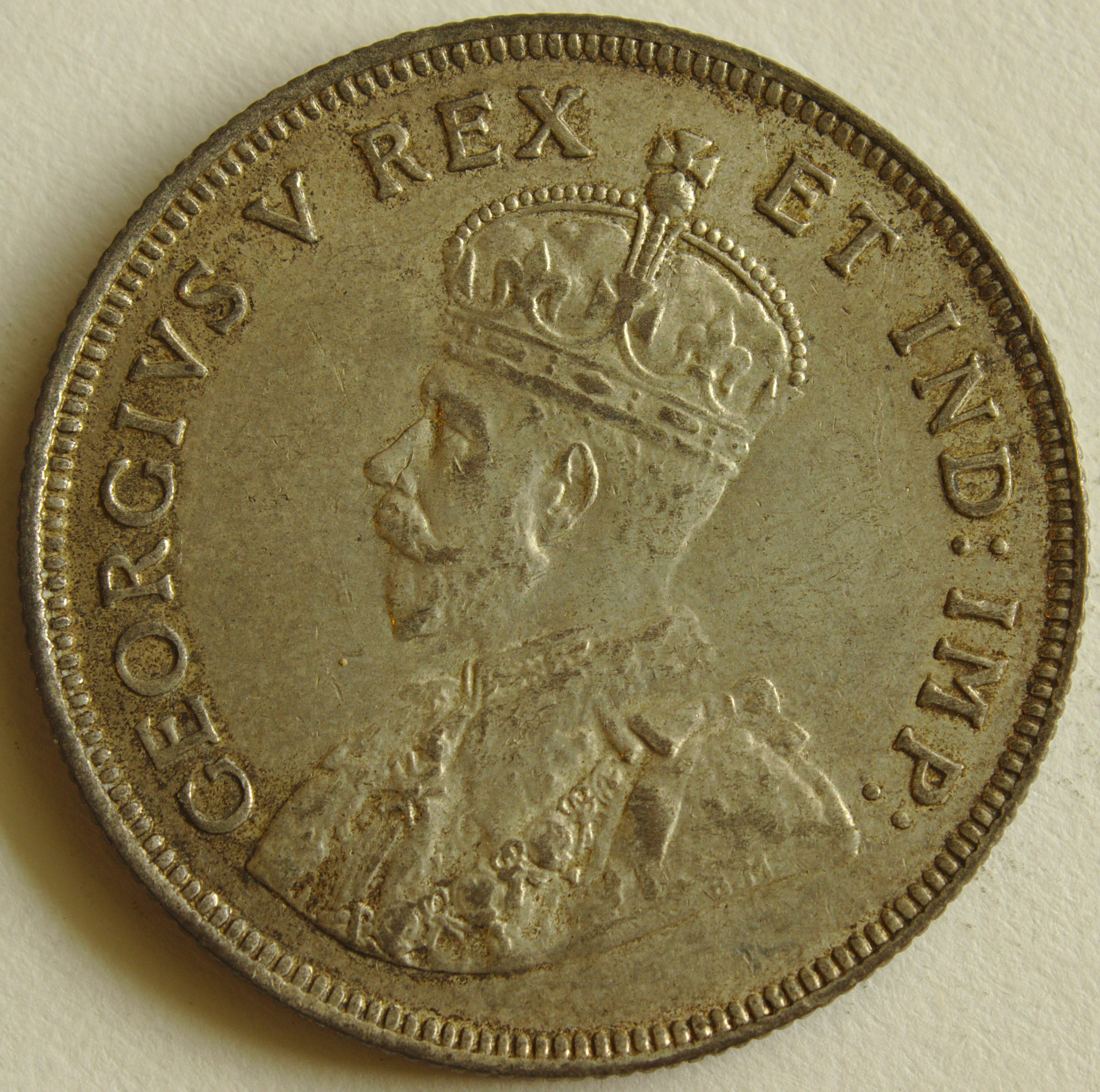
V. György kelet-afrikai ezüst 1 shillingesének előoldala
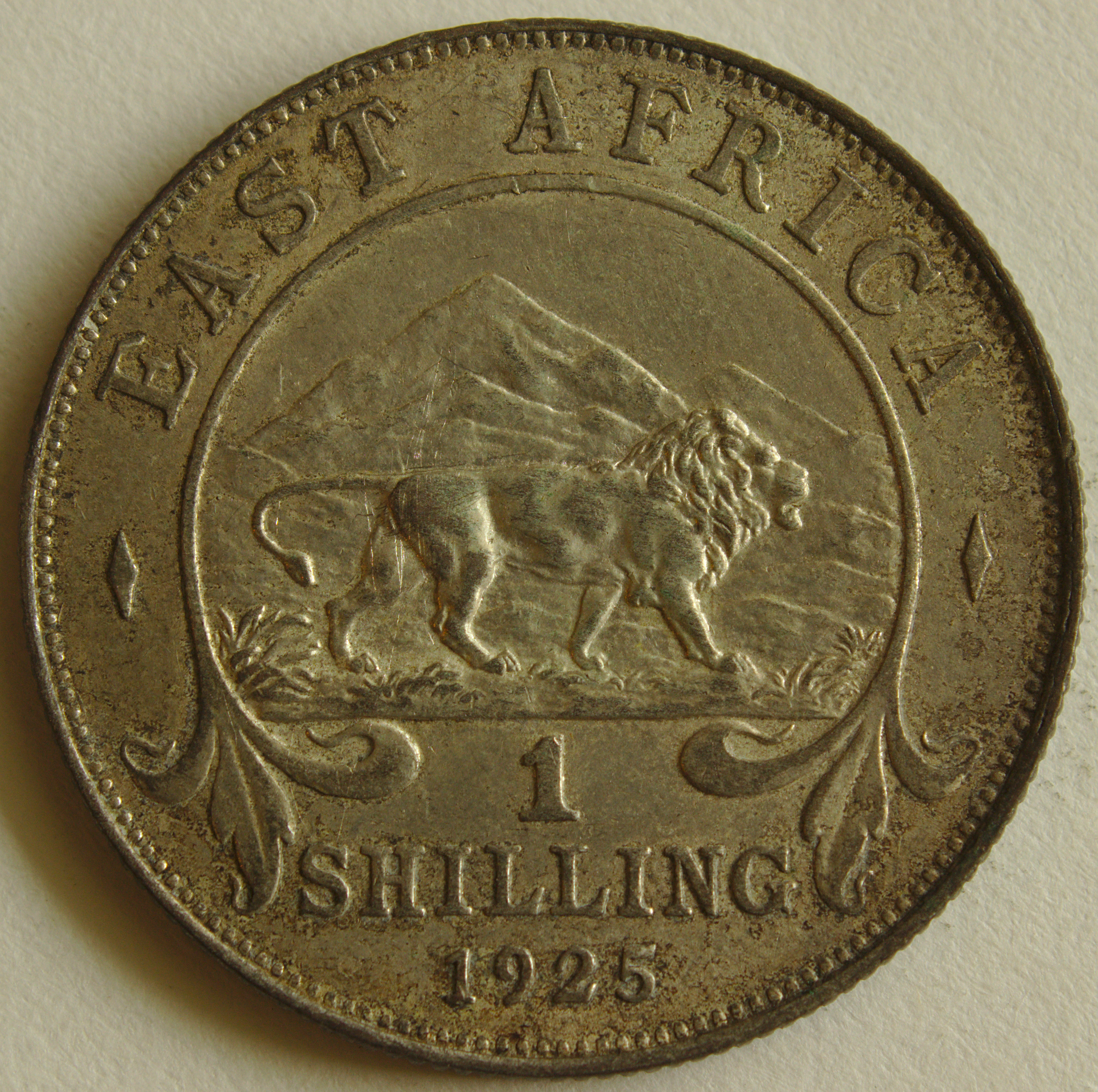
V. György kelet-afrikai 1 shillingesének hátoldala
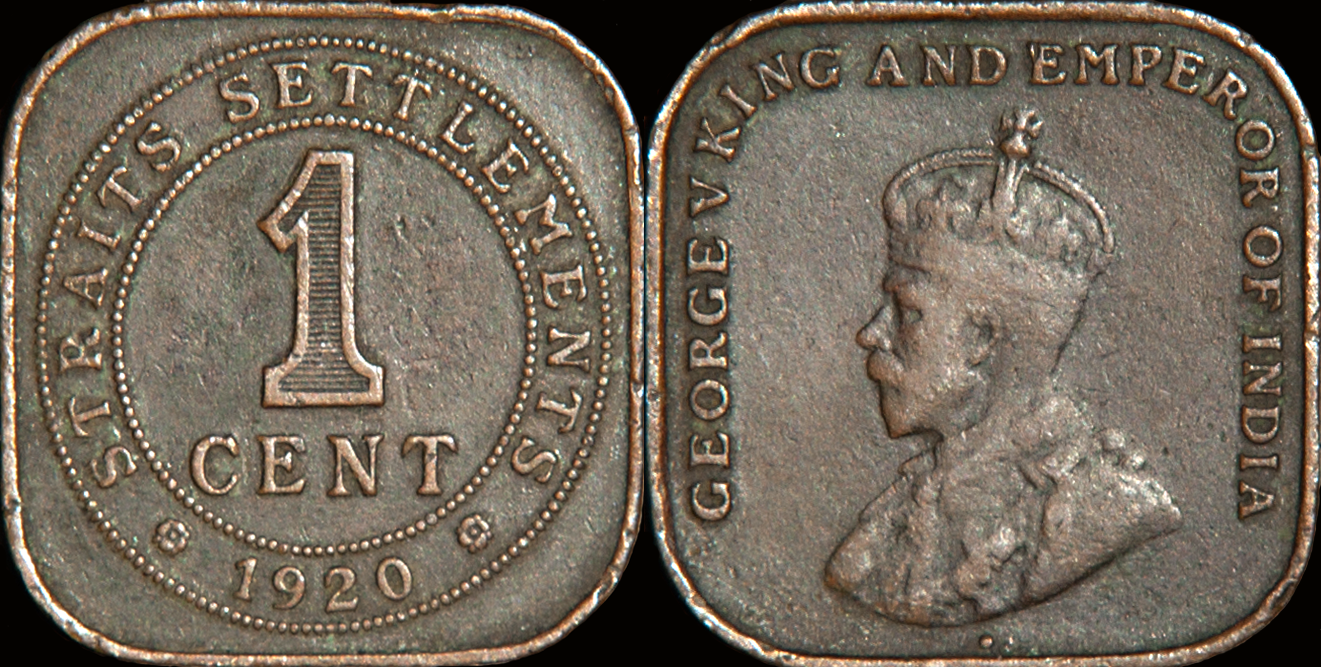
V. György Szingapúrt és Malájföldet magában foglaló Straits Settlements 1 centes érméje
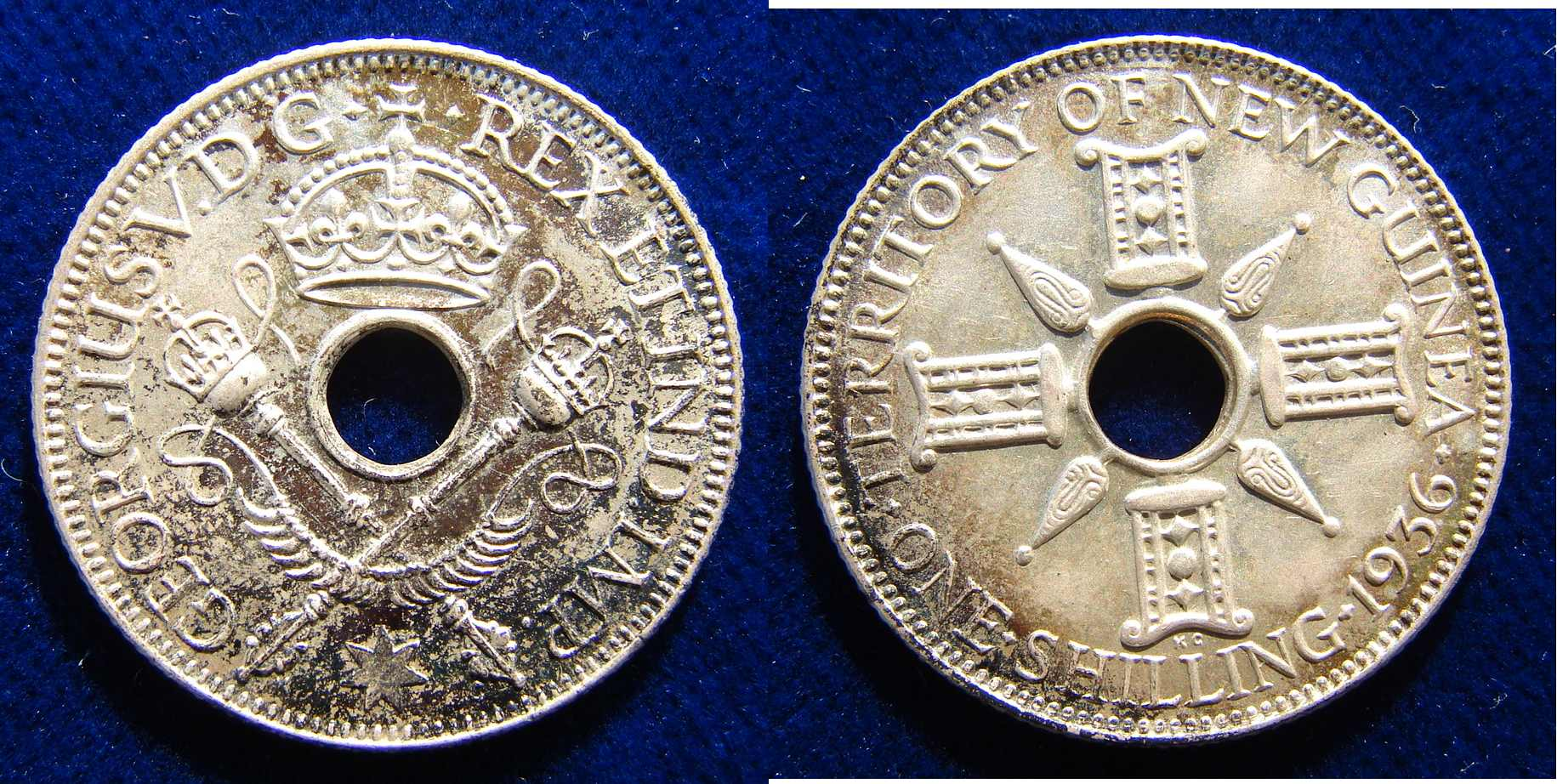
V. György új-guineai ezüst 1 shillingese. Csak az uralkodó neve szerepel rajta, képmása nem
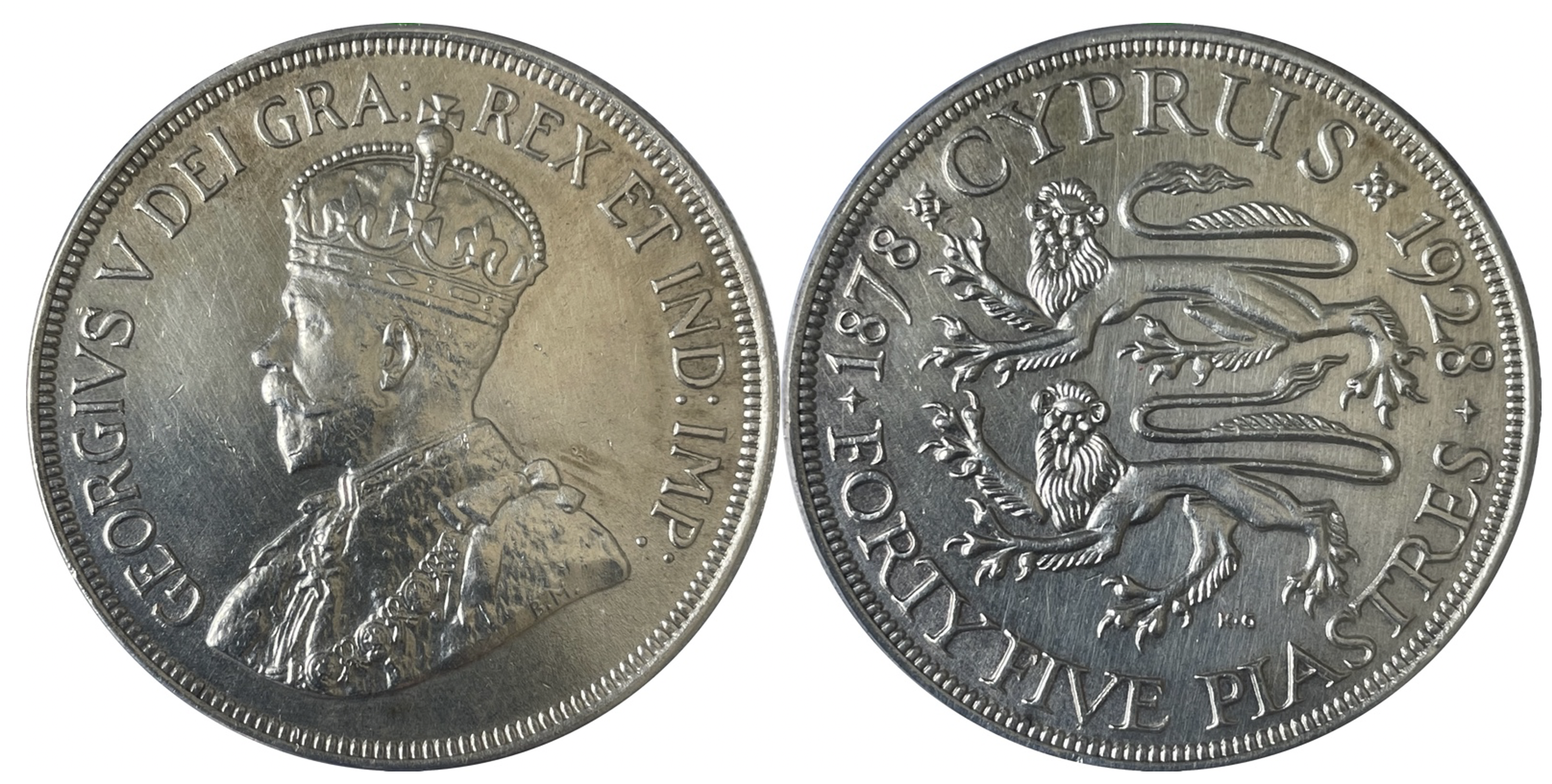
V. György ciprusi ezüst 45 piaszterese. Átmérőː 38,61 mm, súlyaː 28.276 gramm.

### Papírpénzek

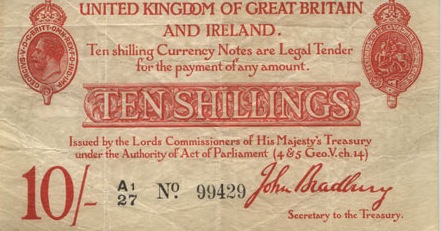
Brit, a kincstár (His Majesty's Treasury) által kibocsájtott 10 shillinges (1/2 font sterling) államjegy V. György portréjával
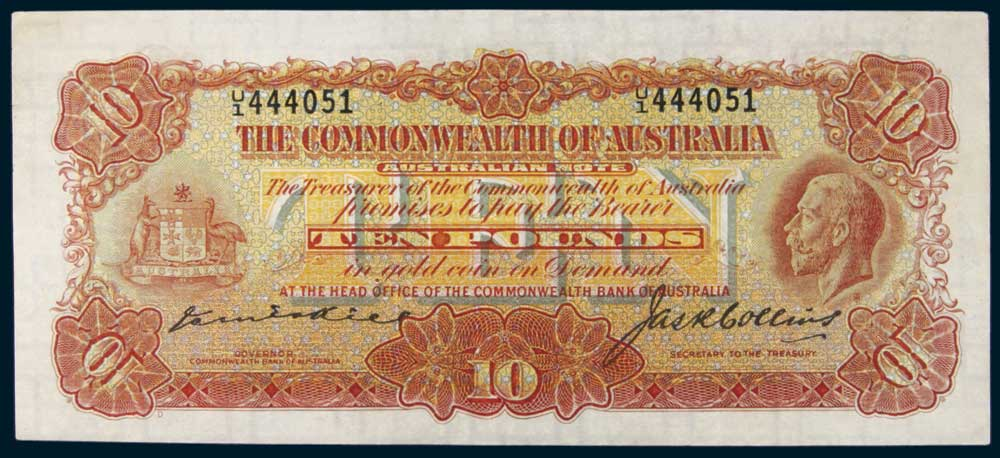
Ausztrál (Commonwealth of Australia) 1925-ös kibocsájtású 10 fontos bankjegy V. György portréjával
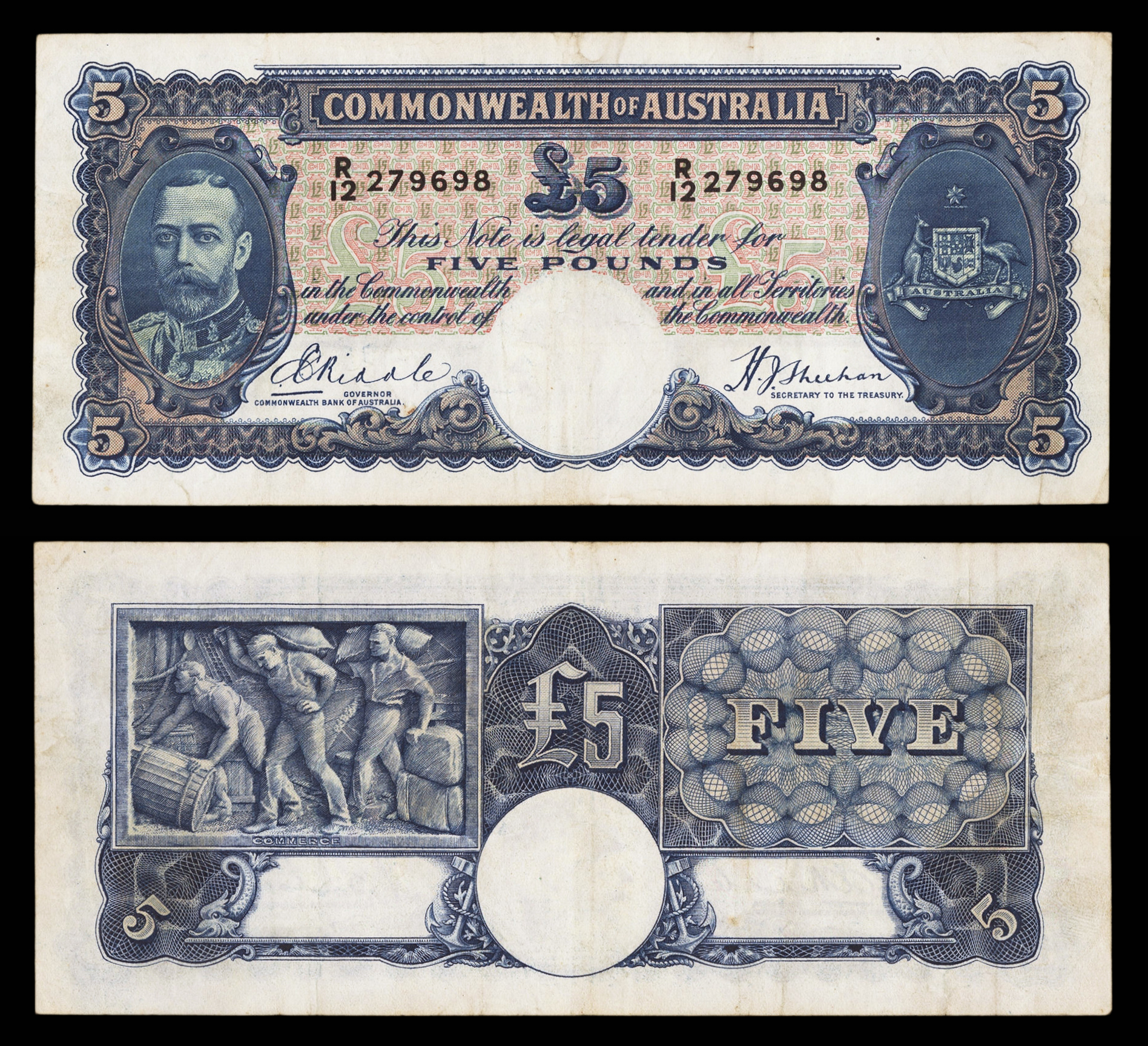
Ausztrál (Commonwealth of Australia) 1934-es kibocsájtású 5 fontos bankjegy V. György portréjával
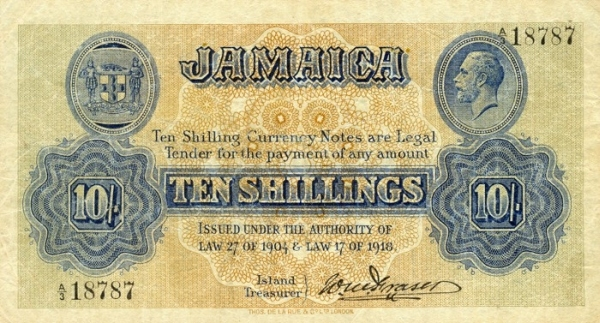
A Treasury of Jamaica 10 shillinges (1/2 font sterling) címletének előoldala V. György király portréjával
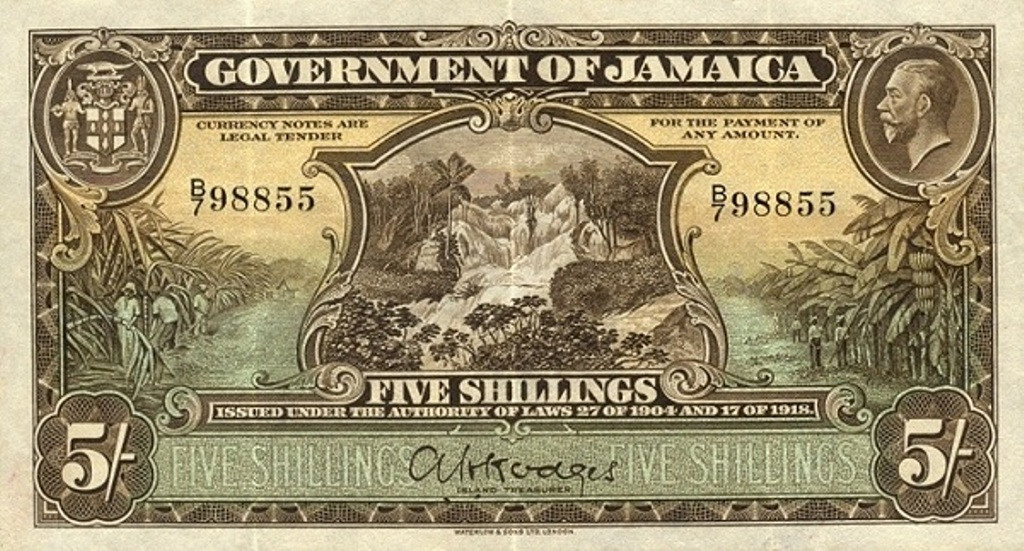
A Government of Jamaica 5 shillinges (1/4 font sterling) címletének előoldala V. György király portréjával
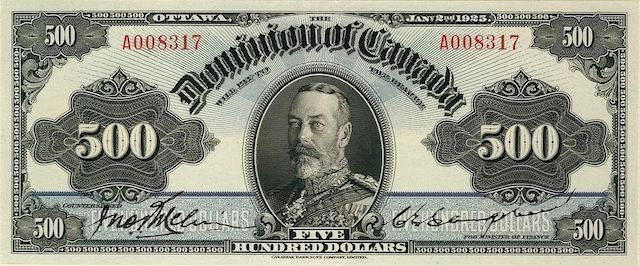
Kanadai (Dominion of Canada) 500 dolláros, 1925-ös kibocsájtású államjegy V. György képmásával
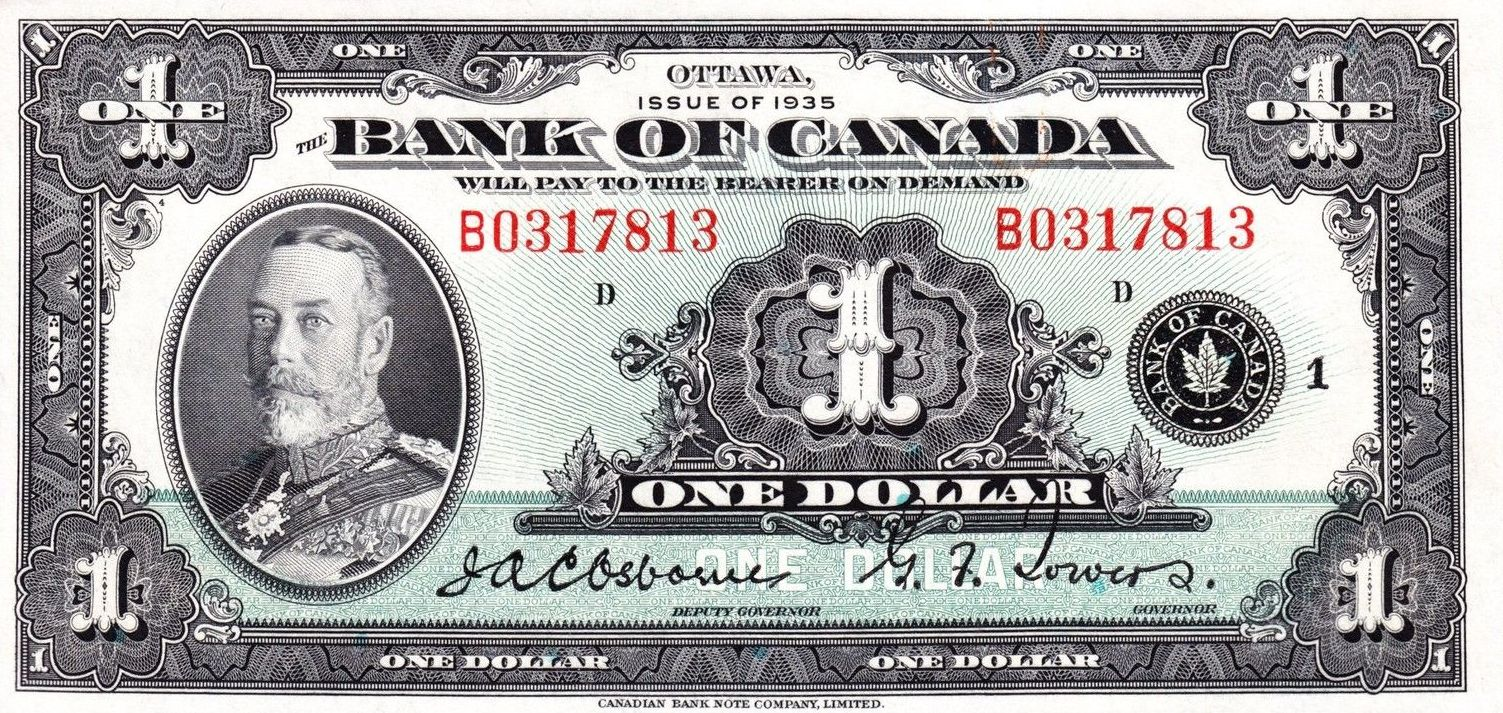
Kanadai (Bank of Canada) 1 dolláros, 1935-ös kibocsájtású bankjegy V. György király portréjával
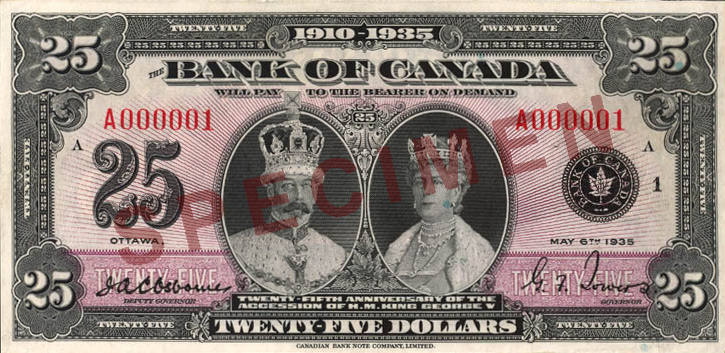
Kanadai (Bank of Canada) 25 dolláros uralkodói ezüstjubileumi emlékbankjegy V. György és Mária királyné portréjával
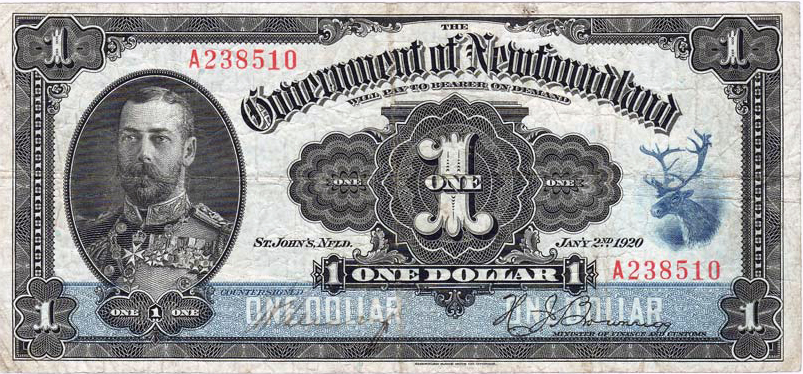
Új-Foundland domínium kormánya (Government of New Foundland) által kibocsájtott 1 dolláros címlet V. György király képmásával
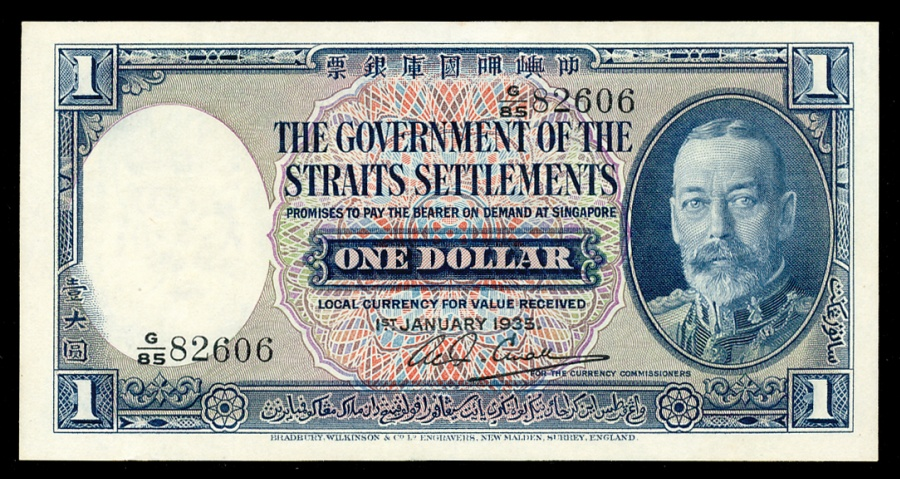
A Szingapúrt is magában foglaló Straits Settlements brit koronagyarmat 1935-ös 1 dollárosa V. György portréjával
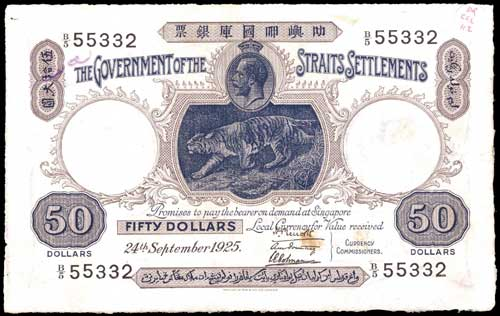
A Straits Settlements brit koronagyarmat 1911-es kibocsájtású 50 dollárosa V. György portréjával
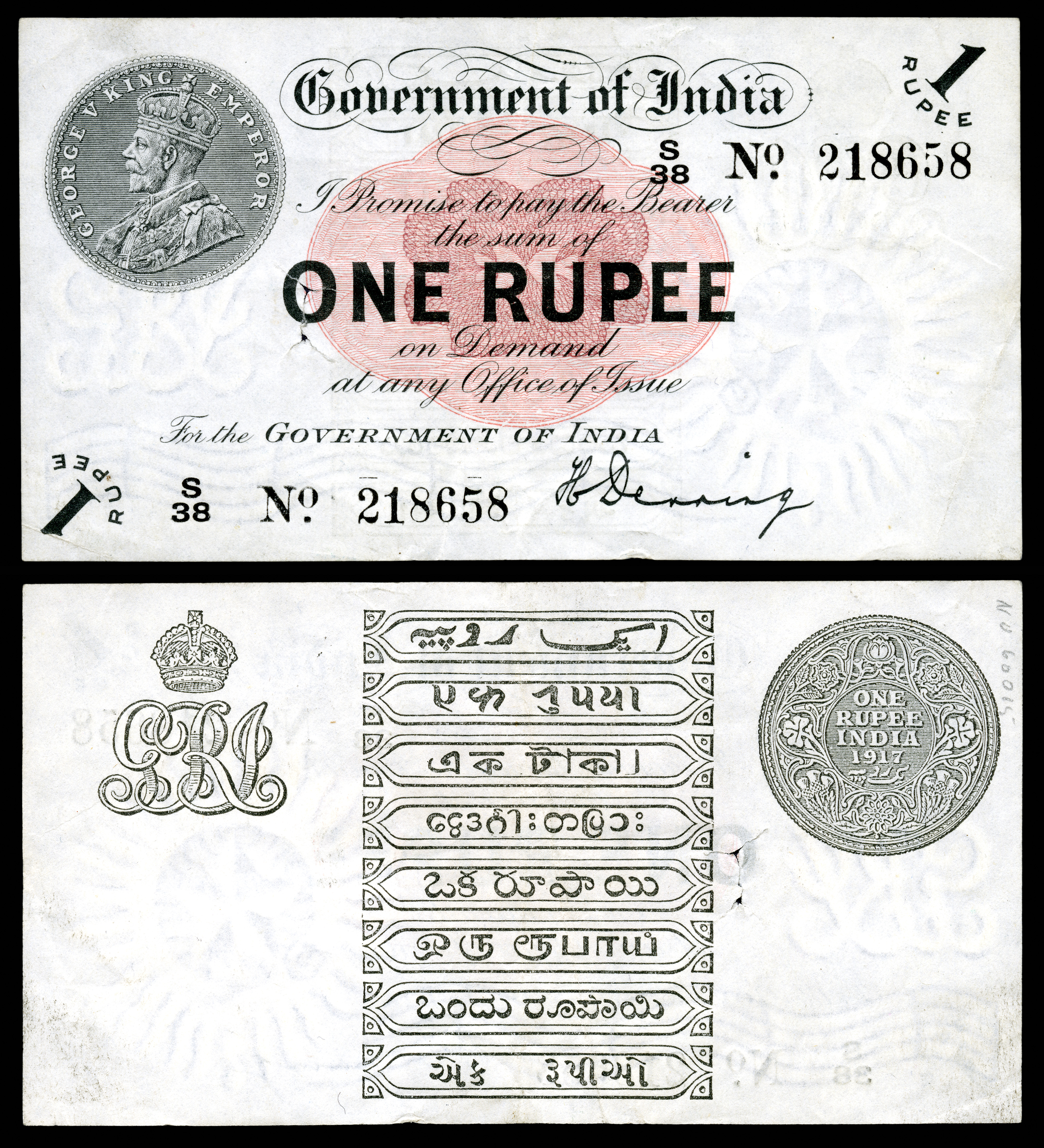
Brit indiai 1 rúpiás papírpénz 1917-ből, V. György portréjával

## Fordítás
- Ez a szócikk részben vagy egészben  a   George V című angol Wikipédia-szócikk ezen változatának fordításán alapul.  Az eredeti cikk szerkesztőit annak laptörténete sorolja fel. Ez a jelzés csupán a megfogalmazás eredetét és a szerzői jogokat jelzi, nem szolgál a cikkben szereplő információk forrásmegjelöléseként.